# Stephen Curry
Wardell Stephen Curry II, detto Steph (Akron, 14 marzo 1988), è un cestista statunitense.
Tra i più grandi e influenti cestisti della storia NBA, considerato ampiamente uno dei migliori giocatori di basket di sempre, Stephen Curry è capitano dei Golden State Warriors, con cui è arrivato sei volte alle finali NBA, vincendole per quattro volte (in tre occasioni contro i Cleveland Cavaliers e una volta contro i Boston Celtics) e perdendo le restanti due contro i Toronto Raptors e i Cleveland Cavaliers. Nell'annata 2015-2016 i Warriors di Curry hanno anche stabilito il record di vittorie in stagione regolare (73, superando il precedente primato dei Chicago Bulls di Michael Jordan). Nella medesima stagione, viene eletto all'unanimità MVP della stagione regolare (prima e unica nomina unanime nella storia NBA) con 30,1 punti di media, premio che aveva vinto anche l'anno precedente. Nel 2022 vince il premio di miglior giocatore delle finali NBA (anche questo all'unanimità).
È uno dei soli 7 cestisti a vincere almeno 4 titoli NBA e 2 MVP della stagione regolare, insieme a Kareem Abdul Jabbar, Michael Jordan, LeBron James, Bill Russell, Tim Duncan e Magic Johnson.
Per i Warriors è primo per partite giocate totali, minuti totali, punti totali, assist totali, palle rubate totali e tiri da 3 a segno totali.
Detiene il record per il maggior numero di triple messe a segno in una stagione (402 nell'annata 2015-2016) e il secondo per triple realizzate in una singola partita (13, ottenuto il 7 novembre 2016, record successivamente superato da Klay Thompson, suo ex compagno di squadra con il quale ha formato il duo chiamato "Splash Brothers"). Il 14 dicembre 2021 diventa il giocatore con il maggior numero di triple segnate nella storia della NBA battendo il precedente record detenuto da Ray Allen (pari a 2973). Il 28 dicembre 2021 nella partita contro i Denver Nuggets diventa il primo giocatore nella storia della NBA (traguardo poi raggiunto da James Harden) a superare i 3000 tiri da 3 messi a segno in carriera. Il 14 marzo 2025 diventa il primo giocatore della NBA a superare i 4000 tiri da 3 messi a segno in carriera.
In occasione dei 75 anni dalla nascita della NBA, all'inizio della stagione 2021-22 la lega ha stilato una lista dei 75 giocatori più forti di tutti i tempi, tra i quali è stato inserito anche Curry.

## Biografia
Curry è nato ad Akron, Ohio, nel medesimo ospedale dove era nato quattro anni prima LeBron James, ma è cresciuto a Charlotte, nella Carolina del Nord, dove il padre Dell giocava per gli Charlotte Hornets. Spesso lui portava Steph e il fratello minore Seth – divenuto anch'egli cestista NBA – a tirare prima dell'inizio della partita. Di origini africane da parte del padre e creole e haitiane da parte della madre, da bambino ha frequentato la scuola Montessori, che era stata avviata dalla madre Sonya. Dal 2001 al 2002, durante la militanza del padre nei Raptors, Curry ha vissuto a Toronto e ha frequentato il Queensway Christian College. Oltre a Seth, Curry ha una sorella, Sydel, che ha giocato a pallavolo alla Elon University. Sydel, nel 2018, si è sposata con il suo ex-compagno di squadra Damion Lee.
Curry si è sposato il 30 luglio 2011 con Ayesha Alexander con la quale ha avuto due figlie, Riley Elizabeth, nata il 19 luglio 2012, e Ryan Carson, nata il 10 luglio 2015, e un figlio, Canon Wardell Jack, nato il 2 luglio 2018.
Curry non ha mai nascosto la sua fede cristiana. Ne ha parlato apertamente durante il suo discorso alla premiazione del suo primo MVP. Dalla sua fede deriva inoltre la sua esultanza caratteristica: ogni volta che Curry realizza un canestro batte un pugno sul petto e poi indica, con l'indice, il cielo per dire che ha "un cuore per Dio" e per ricordarsi che gioca per Dio. Su alcune delle sue "Curry One" c'è scritto "4:13". Esso è un riferimento alla Bibbia, più precisamente ai Filippesi 4:13, un verso in cui c'è scritto: "Tutto posso in colui che mi dà la forza". Oltre a ciò Curry ha un tatuaggio relativo alla Prima lettera ai Corinzi 13:8 sul suo polso ("L'amore non verrà mai meno). Curry è anche un investitore di Active Faith, un marchio di abbigliamento sportivo cristiano.
È sponsorizzato dalla Under Armour, con la quale ha creato la sua linea di scarpe da basket e non solo.
Dopo le finali NBA 2015, Curry ha donato a Biserka Petrović, madre di Dražen, una delle maglie indossate durante le partite delle finali, che è stata aggiunta al Memorial Center di Petrović, un museo dedicato al giocatore scomparso che si trova nella capitale croata, Zagabria.
Curry soffre di cheratocono, malattia che lo costringe a indossare speciali lenti a contatto.
Nel 2019 è stato prodotto un documentario sulla sua vita intitolato "Stephen vs The Game", realizzato e distribuito da Facebook Watch in collaborazione con Religion of Sports.

## Caratteristiche tecniche
Curry è un cestista alto 1,88 m e pesa 84 kg. Curry gioca prevalentemente da playmaker con una media di 24,6 punti, 6,5 assist, 4,6 rimbalzi e 1,7 palle rubate per partita. È un fenomenale tiratore di liberi, in carriera ha una media del 90,8% che è la più alta nella storia dell'NBA. Selezionato per otto volte nei All-NBA Team, di cui quattro nel primo quintetto, è stato inoltre nominato due volte come NBA Most Valuable Player (di cui una unanime, il primo nella storia). Curry si è fin da subito imposto come uno dei leader dei Golden State Warriors ed è stato molto importante per l'arrivo di Kevin Durant alla corte di Steve Kerr. Curry, grazie al suo carattere, è stato uno dei motivi fondamentali per cui i Warriors sono stati in grado di schierare uno dei quintetti, se non il quintetto, migliore della storia; i cosiddetti Hampton Five.
Nonostante la grande abilità nel rubare palloni Steph è stato a lungo criticato per la sua difesa. Negli ultimi anni, anche a seguito di una maggiore esperienza, ha guadagnato grande credibilità come difensore; alcuni esperti di ESPN, come Sherwood Strauss, considerano Steph un difensore sottovalutato già dal 2015.
Curry è uno scorer di livello che riesce a sfruttare la sua pericolosità da oltre l'arco per essere estremamente efficiente anche nei pressi del ferro. La sua tecnica di tiro non è una delle più corrette; nonostante ciò è in grado di rilasciare il pallone in un tempo inferiore a 0,5 secondi che rende il suo rilascio uno dei più veloci dell'intera lega e uno dei più difficili da stoppare. Proprio grazie alla sua abilità di tiro Curry ha visto darsi soprannomi come il "Baby-Faced Assassin" e quello di "Chef Curry"; il primo durante l'high school mentre il secondo in NBA. È un giocatore "clutch", ossia in grado di realizzare canestri decisivi per la vittoria della sua squadra.
Curry è ritenuto il miglior specialista nel tiro da tre punti della storia dell'NBA: numerosi ex cestisti, tra cui Dave Bing, Steve Nash e Scottie Pippen, si sono espressi in questi termini. Dello stesso avviso è Ray Allen, ex detentore del record per il maggior numero di triple messe a segno in NBA, che ha definito Curry «di un'altra categoria» rispetto a qualsiasi altro tiratore – compresi grandi specialisti come lo stesso Allen, Kyle Korver, Reggie Miller e Klay Thompson –, per via della sua capacità di tirare con estrema efficacia non solo in uscita dai blocchi, ma anche costruendo un tiro dal palleggio, grazie a doti di ball handling da playmaker puro. Attualmente Curry occupa il dodicesimo posto come percentuale nel tiro da tre in tutta la storia NBA e ha realizzato quattro delle migliori cinque stagioni per tiri da tre realizzati. È inoltre il giocatore più veloce a raggiungere 2000 triple; record realizzato in 227 partite in meno di Ray Allen. È anche il giocatore più veloce a realizzare 100 triple in una stagione; realizzate in 19 partite battendo il record detenuto da lui stesso di 20 partite.
Insieme al suo compagno di squadra Klay Thompson, anch'egli specialista dalla linea dei tre punti, forma il cosiddetto duo degli "Splash Brothers", soprannome che ha preso vita nel 2012 da un hashtag su Twitter. I due, compagni dal 2011 al 2024, hanno conquistato 4 titoli su 6 finali giocate e sono considerati una delle migliori backcourt di sempre.
Curry è uno dei migliori giocatori off-ball, se non il migliore, della storia; questo si può notare nella sua "gravity" esercitata sulle difese che molte volte sono costrette a raddoppiarlo anche quando non è in possesso della palla il che permette di creare superiorità per i suoi compagni. A supporto di questo c'è il dato degli isolamenti presi dagli Warriors con lui in campo e no: con Curry in campo il dato è di 10,8, senza sale a 15,3: ciò fa capire come, senza il 30, l'attacco rallenta di molto.
In seguito alla sua affermazione, la pallacanestro NBA è cambiata significativamente anche a causa del suo stile di gioco; il numero di tiri da dietro l'arco tentati dalle squadre, infatti, è aumentato considerevolmente, provando come Curry si sia imposto tra i giocatori più influenti nella storia della lega.

## Carriera

### High school
Curry ha frequentato dal 2003 al 2006 la Charlotte Christian School a Charlotte, Carolina del Nord, ed è il miglior marcatore di tutti i tempi della scuola, con oltre 1.700 punti. Ha frequentato la scuola media al Queensway Christian College in Etobicoke, Ontario, Canada, portando la sua squadra a una stagione imbattuta. Ha finito la sua stagione da senior con oltre il 48% dal campo da tre punti. Nonostante il successo, Curry era al liceo, il suo fisico non di alto livello non gli permise di ricevere alcuna borsa di studio dai grandi college. Molte università dell'ACC non lo scelsero proprio per il suo fisico poco sviluppato, con il quale non sarebbe riuscito a sostenere una stagione. Dal momento che il padre di Curry aveva giocato per Virginia Tech, Stephen voleva giocare per gli Hokies. Dopo aver ricevuto offerte da Davidson College, Virginia Commonwealth, Winthrop, Curry scelse Davidson College, college che non vinceva una gara del torneo NCAA da ben quarant'anni. Tra l'altro il sito 247Sports.com lo aveva inserito solamente come 256º miglior prospetto nazionale del 2006.

### College
Nella prima gara stagionale contro Eastern Michigan, Curry conclude la partita realizzando 15 punti ma perdendo 13 palloni. Nella gara successiva, contro Michigan, mette a referto una prestazione da 32 punti, 4 assist e 9 rimbalzi. Curry finisce la stagione primo nella Southern Conference per numero di punti, con una media di 21,5 a partita e secondo migliore realizzatore della NCAA dietro solamente a Kevin Durant. Al termine della stagione viene selezionato dalla nazionale statunitense Under-19, con la quale al campionato del mondo tiene una media di 9,4 punti, 3,8 rimbalzi, 2,2 assist in 19,4 minuti.
Nella sua seconda stagione collegiale Curry completa la sua crescita arrivando a toccare 188 cm e nuovamente termina la stagione primo nella Southern Conference per numero di punti, con una media di 25.5 punti a partita ai quale aggiunge 4,7 rimbalzi e 2,8 assist a partita, portando la sua squadra alle Final Eight del Torneo NCAA

### NBA

#### Golden State Warriors (2009-presente)

##### Primi anni (2009-2012)

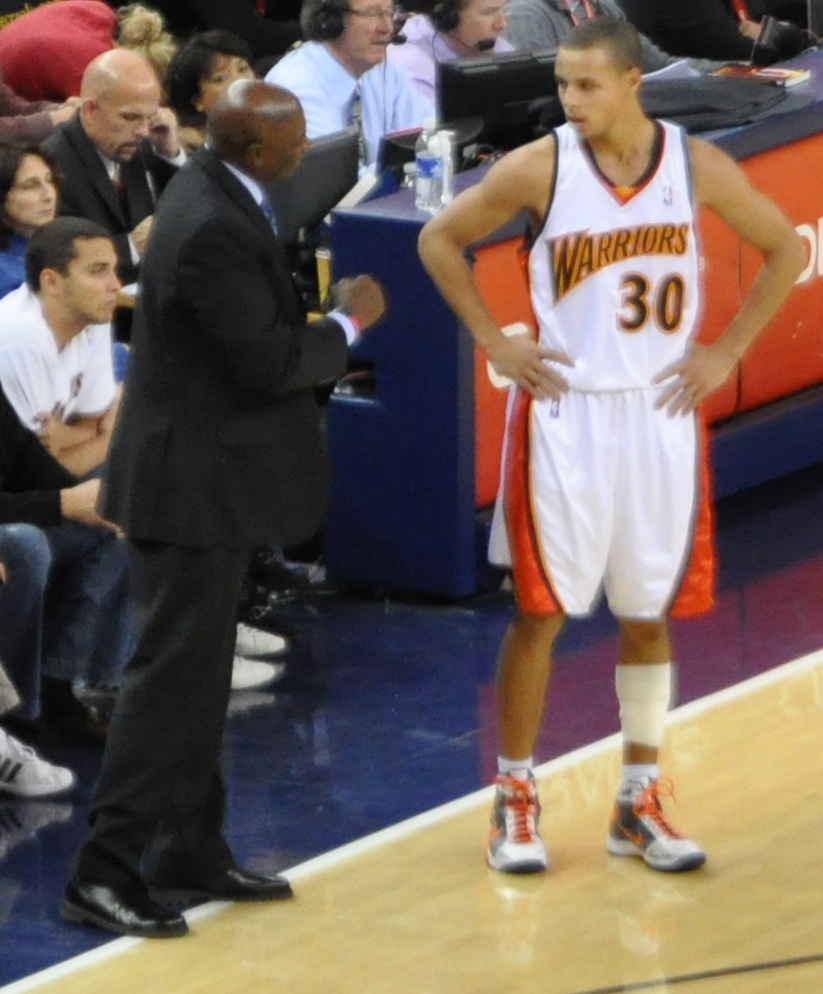
Curry nella stagione da rookie

Dichiaratosi eleggibile per il Draft NBA 2009, nonostante i dubbi su di lui rimangono un argomento molto discusso soprattutto a causa della sua fisicità, i Golden State Warriors decidono di spendere la loro 7ª scelta per Stephen Curry, offrendogli un contratto di 12,7 milioni di dollari in 4 anni. Esordisce nella NBA il 28 ottobre 2009, partendo in quintetto e mettendo a referto 14 punti, 7 assist, 4 palle rubate e 2 palle perse in 36 minuti di gioco. Nella stagione da Rookie giocherà 80 partite di cui 77 partendo come titolare; concluderà la stagione con: 17,5 punti, 4,5 rimbalzi, 5,9 assist e 1,9 palle rubate in 36,2 minuti. Le sue prestazioni nella seconda parte di stagione gli permettono di essere preso in considerazione per il premio di Rookie of the Year. È stato nominato come Western Conference Rookie of the Month per i mesi di gennaio, marzo e aprile, finendo come l'unico giocatore della stagione 2009-2010 a vincere il premio di Conference Rookie per tre volte. È arrivato secondo nella classifica del ROTY dietro Tyreke Evans ed è stato nominato come NBA All-Rookie First Team in modo unanime diventando il primo Warrior, da Jason Richardson nel 2001-2002, a guadagnarsi la presenza nel primo team Rookie. Realizzerà otto partite da 30+ punti e, nella sua classe Rookie, sarà il migliore in questa categoria; inoltre saranno il maggior numero di partite con 30+ punti realizzati da un Rookie a partire dalla stagione 2003-2004 (ossia da quando LeBron James e Carmelo Anthony realizzarono 13 e 10 partite a testa). Curry totalizzerà cinque partite da 30 punti e 10 assist pareggiando, in questa categoria, Michael Jordan rimanendo secondo solo a Oscar Robertson, primo a 25 partite. È diventato il sesto Rookie a realizzare una prestazione da 35 punti, 10 rimbalzi e 10 assist registrando, di conseguenza, la sua prima tripla doppia con una prestazione finale da 36 punti, 13 assist e 10 rimbalzi contro i Los Angeles Clippers il 10 febbraio. Nel finale di stagione, nella partita disputata contro i Portland Trail Blazers il 14 aprile, Curry ottiene una prestazione da 42 punti (nuovo career-high), 9 rimbalzi e 8 assist diventando il primo Rookie, dai tempi di Oscar Robertson nel 1961, a realizzare questi numeri in almeno ogni categoria delle tre principali in una singola partita. Curry terminerà la stagione con 166 triple, il dato più alto di un Rookie nella storia dell'NBA.

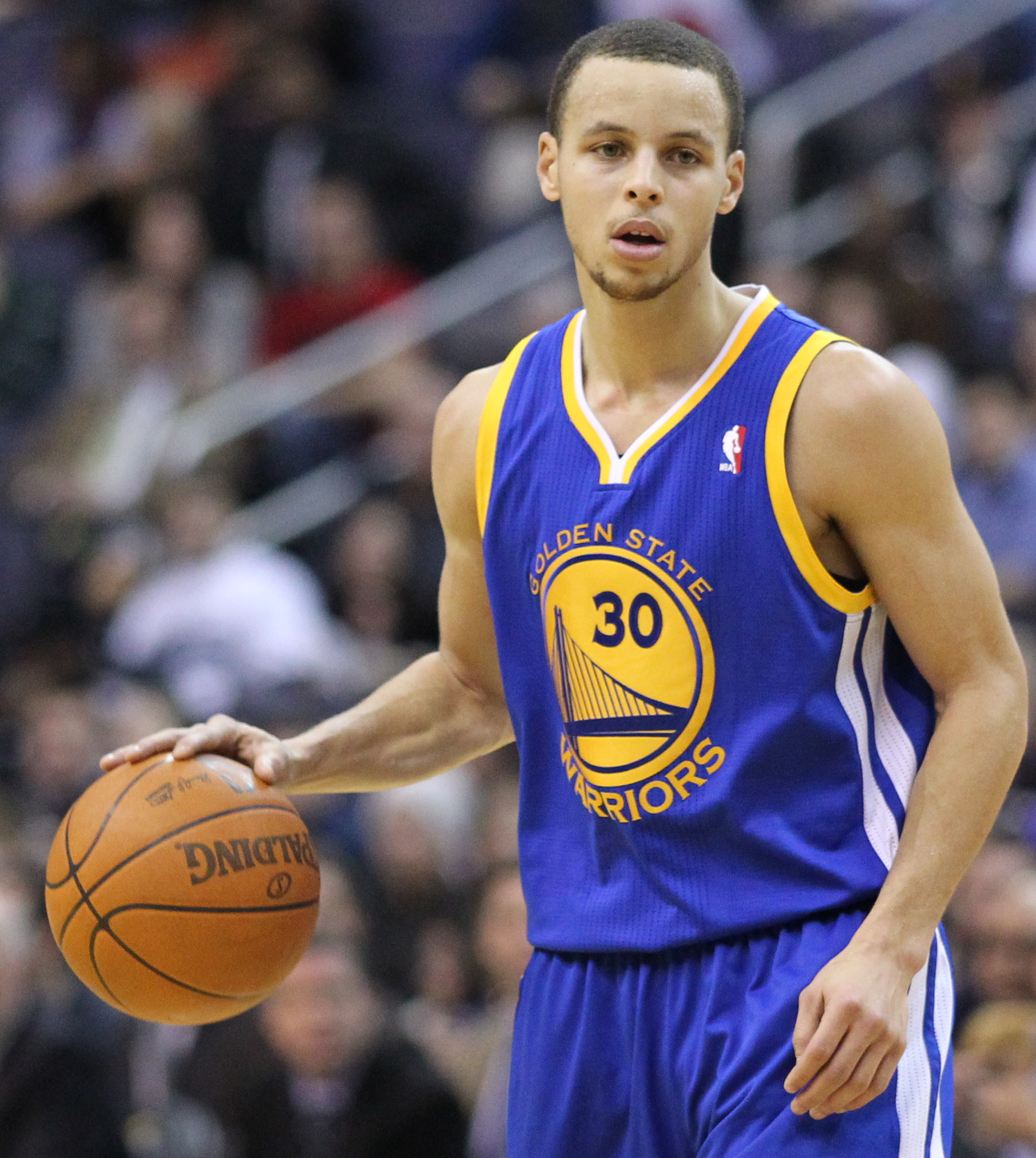
Curry in palleggio nel 2011

Nel 2010-2011 Curry disputa 74 partite, sempre come titolare, realizzando 18,6 punti, 3,9 rimbalzi, 5,8 assist e 1,47 rubate in 33,6 minuti. La sua percentuale dalla linea della carità è stata di 93,4% (212-227 FT) realizzando un nuovo record per un Warrior in singola stagione superando il record precedente detenuto da Rick Barry realizzato nel 1977-1978 con una percentuale di 92,4%. È diventato anche il primo Warrior, da Mark Price, a guidare la lega sotto questa categoria. Curry ha realizzato una partita da 20+ punti per 35 volte durante la stagione, includendo sette prestazioni da 30+ punti tra cui un season high da 39 punti con successivo career-high di 14 tiri dal campo realizzati su 20 tentati contro gli Oklahoma City Thunder il 5 dicembre. Nel febbraio del 2011, durante l'NBA All-Star Weekend, Curry riesce a vincere lo NBA Skills Challenge e realizza, nella sfida tra i Rookie e Sophmore, 13 punti, 8 assist e 6 rimbalzi in 28 minuti. Nel maggio del 2011 riceve il NBA Sportsmanship Award, e si sottopone a un intervento chirurgico alla caviglia destra.
Nella stagione del Lock-out del 2011-2012 Curry gioca 26 partite, di cui 23 da titolare, con una media di 14,7 punti, 3,4 rimbalzi, 5,3 assist e 1,50 rubate in 28,2 minuti per partita. Salta 40 partite a causa dei vari infortuni alla caviglia destra, comprese le ultime 28 partite a causa di una distorsione alla caviglia destra e successivo intervento chirurgico, eseguito il 25 aprile.

##### Prima volta come All-Star e prima apparizione ai Playoff (2012-2014)
Prima dell'inizio della stagione NBA 2012-2013, Curry firma una estensione da 44 milioni di dollari in 4 anni con i Golden State Warriors. Ai tempi questa scelta è stata fortemente criticata a causa dei vari problemi di Curry con gli infortuni. Nella stagione regolare 2012-2013 Curry prende parte a 78 partite, tutte giocate da titolare, realizzando i suoi personali career-high in varie categorie quali: 22,9 punti a partita (settimo in NBA), 6,9 assist, 4,0 rimbalzi e 1,62 rubate in 38,2 minuti. Stabilisce inoltre un nuovo record: 272 triple messe a segno nell'arco della regular season superando il record precedente detenuto finora da Ray Allen (269 triple segnate nella stagione 2005-2006); Curry riesce in questa impresa con 53 tentativi in meno.
Curry riesce a vincere il premio di miglior giocatore del mese di aprile della Western Conference con 25,4 punti, 8,1 assist, 3,9 rimbalzi e 2,13 rubate diventando il terzo Warrior a vincere il premio dopo Chris Mullin e Bernard King. Sempre nella stagione 2012-2013 Curry incrementa il proprio rendimento registrando il suo primo career high di 54 punti nella trasferta contro i New York Knicks del 27 febbraio 2013, realizzando 11 triple (al tempo uno in meno del record di Kobe Bryant e Donyell Marshall) su 13 tentativi. Grazie a questi risultati diventa il primo giocatore in NBA a realizzare una prestazione da 50+ punti con 10+ triple messe a segno: è la migliore prestazione realizzativa dei Golden State Warriors dal 1984, quando Purvis Short realizzò 59 punti. Il 12 aprile Curry segna 47 punti a Los Angeles diventando l'ultimo Warrior a segnare 45+ punti sia a New York sia a Los Angeles nella stessa stagione dopo Rick Barry che ci riuscì nel 1966; è il quarto Warrior a riuscire nell'impresa dopo Barry, Guy Rodgers e Wilt Chamberlain. Il 2013 è l'anno in cui fa la sua prima apparizione playoffs NBA. Prende parte a 12 incontri, tutti disputati da titolare, mantenendo medie di 23,4 punti, 8,1 assist e 3,8 rimbalzi a partita. Realizza un nuovo record di franchigia: numero di triple segnate ai playoffs (42 in 12 gare) superando il precedente primato di Jason Richardson (fermo a 29 triple). Queste 42 triple lo conducono a un totale di 314 tiri da tre segnati tra playoffs e regular season: è il primo giocatore nella storia dell'NBA a superarne 300 in una singola annata.

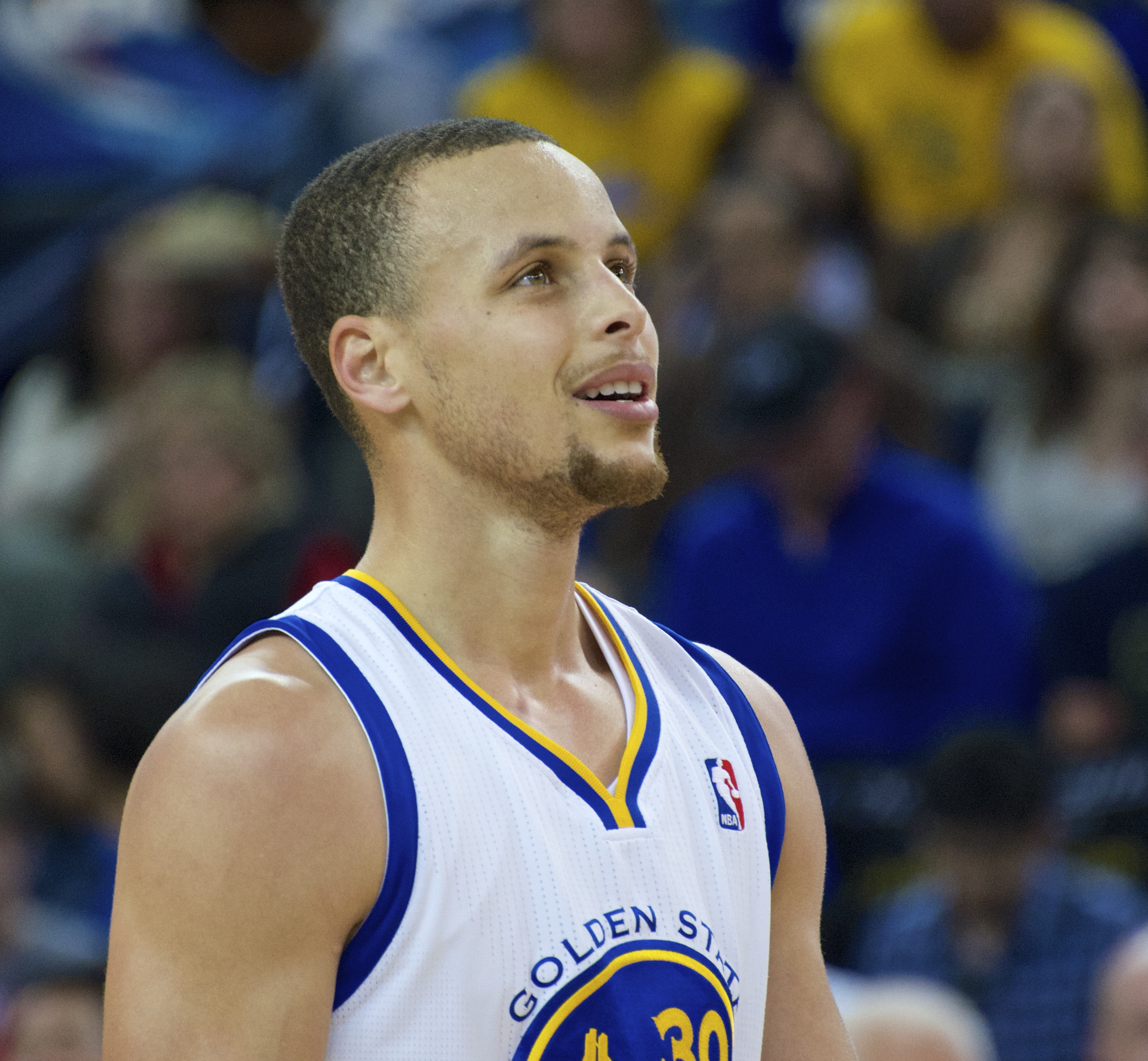
Curry ad aprile 2014

 Nonostante queste buone prestazioni di Stephen Curry, i Golden State Warriors non appena superato il primo turno di playoff (vinto 4-2 contro i Denver Nuggets), vengono eliminati alle semifinali di conference dai San Antonio Spurs perdendo la serie 4-2.
Nella stagione successiva (2013-2014) Curry disputa 78 partite (tutte giocate da titolare), mantenendo una media di 24,0 punti (settimo in NBA) e 8,5 assist (quinto nella lega) a partita con 4,3 rimbalzi e 1,63 palle rubate; diventa così il primo giocatore nella storia dei Warriors a tenere una media di 24 punti e 8 assist in una singola stagione (nono giocatore nella storia della NBA). Guida la lega nella categoria di triple segnate (261) per il secondo anno consecutivo; è il secondo giocatore della storia della NBA a guidare il campionato in triple per due stagioni consecutive (dopo Ray Allen che ottenne questo risultato nelle stagioni 2001-2002, 2002-2003).
Viene nominato (per il secondo anno consecutivo) miglior giocatore del mese di aprile della Western Conference riuscendo inoltre a entrare nell'All-NBA Second Team: è il secondo Warrior che entra nel primo o nel secondo quintetto All-NBA dal 1993-1994. Il 7 dicembre, nell'incontro con i Memphis Grizzlies, Curry diventa leader di franchigia per triple segnate superando Jason Richardson (fermatosi a 700). Nel mese di febbraio Stephen Curry prende parte all'NBA All-Star Game (nessun giocatore dei Warriors dopo Latrell Sprewell nel 1995 ha preso parte all'evento). Il 13 aprile contro i Portland Trail Blazers Curry mette a referto il suo season-high da 47 punti: è la sua terza partita da 40 punti nella stagione in corso. Termina la stagione regolare al secondo posto nella classifica NBA per triple doppie realizzate (4), il massimo in una sola stagione per un Warrior da Wilt Chamberlain che ne totalizzò cinque nella stagione 1963-1964. Concludendo la regular season con un totale di 51 vittorie e 31 sconfitte, i Golden State Warriors si piazzano sesti nella classifica della Western Conference e accedono per il secondo anno consecutivo ai playoffs NBA. Questa volta però vengono subito eliminati al primo turno dai Los Angeles Clippers che vincono la serie 4-3.

##### L'anello NBA e il primo titolo di MVP (2014-2015)

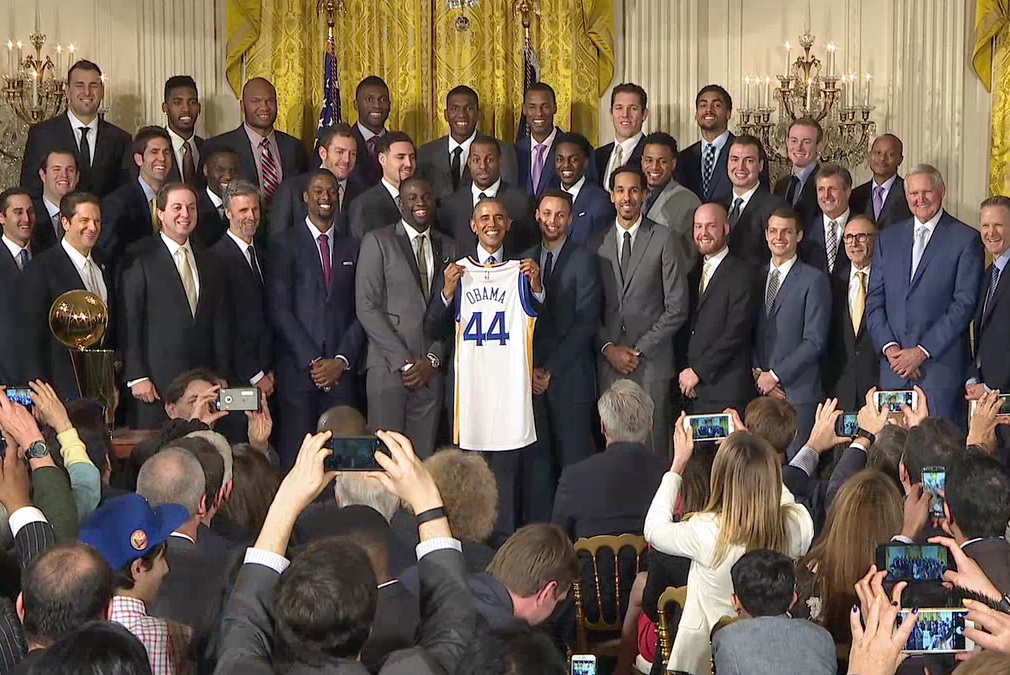
Barack Obama riceve i Golden State Warriors alla Casa Bianca, dopo la vittoria del titolo NBA

Alla fine della stagione precedente la dirigenza dei Warriors ha licenziato Mark Jackson e ingaggiato Steve Kerr come nuovo head coach. Kerr ha portato varie modifiche al game plan Warriors; in particolare la squadra ha velocizzato di molto il proprio ritmo e ha dato a Curry la possibilità di prendersi tiri sempre più complessi; queste modifiche faranno diventare GSW una contender seria per il titolo finale. Nel corso della stagione 2014-2015 Curry stabilisce un altro record: il 7 gennaio 2015, nella vittoria sugli Indiana Pacers, realizza la millesima tripla in carriera, impiegando 369 partite per riuscirvi, 88 In meno del precedente detentore del record, Dennis Scott (457). Il 4 febbraio 2015 segna 51 punti in occasione del successo per 128-114 contro i Dallas Mavericks. Per la prima volta ottiene la maggioranza dei voti nelle nomination per i quintetti dei Team East e West dell'All Star Game 2015, spodestando LeBron James. Il 14 febbraio 2015 vince la gara dei tiri da tre punti dell'NBA All-Star Weekend, totalizzando 27 punti, record della manifestazione. Il 9 aprile, nella vittoria sui Portland Trail Blazers (ottenuta grazie ai suoi 45 punti), supera il record di 272 tiri da tre punti realizzati in una singola stagione che a lui stesso apparteneva, concludendo la stagione con un totale di 286. Al termine della stagione, dopo aver guidato i suoi Warriors a un record di 67-15 (migliore della lega), riceve il premio di MVP con medie, all'apparenza, contenute; il dato in questione è influenzato dal fatto che Curry restò per ben 17 volte in panchina nel quarto quarto al seguito del grande vantaggio accumulato dai Warriors contro i loro avversari.

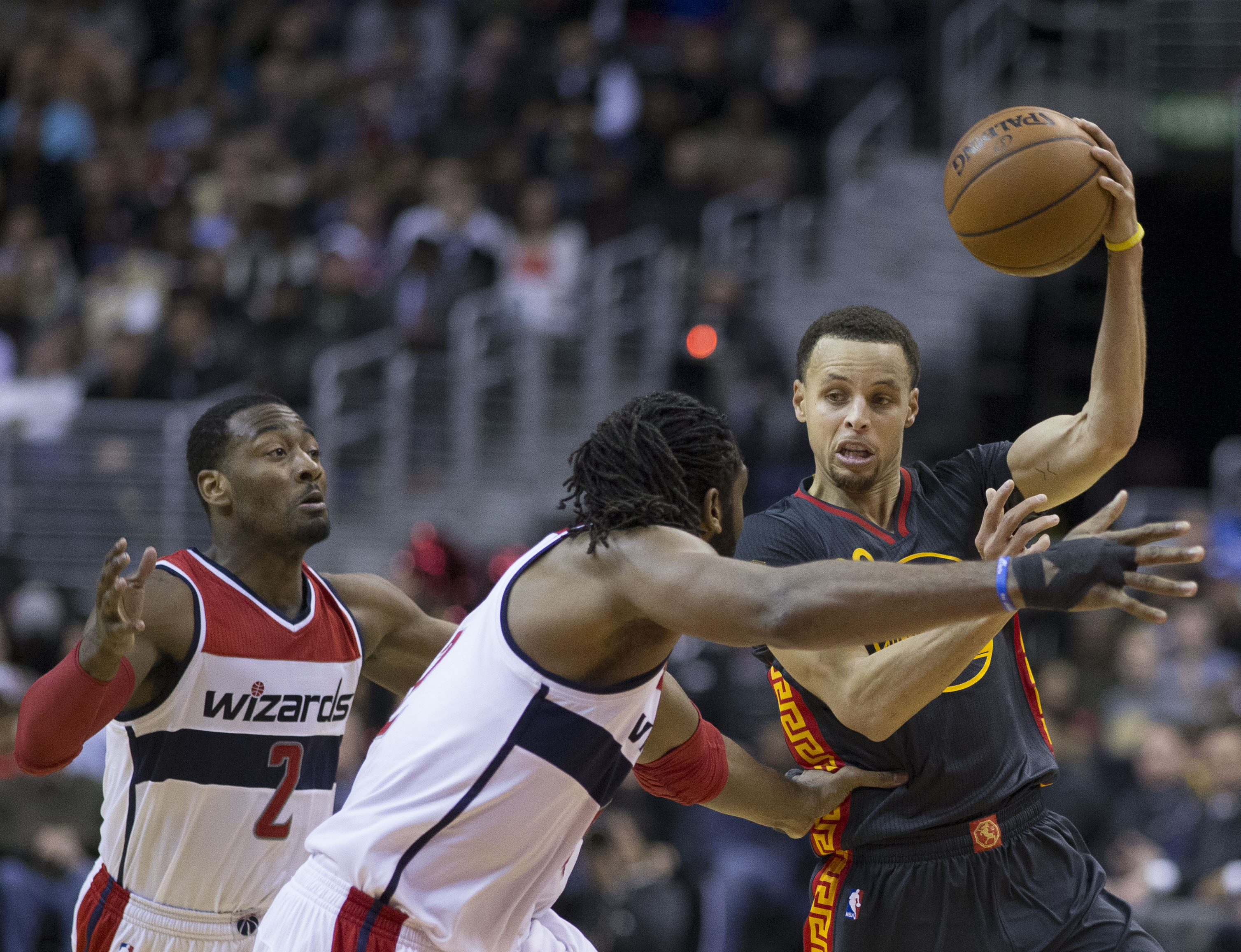
Curry mentre sta per passare la palla marcato da John Wall e Nene

I Golden State Warriors raggiungono le NBA finals dopo aver battuto i New Orleans Pelicans (contro i quali Stephen Curry guida in gara-3 la rimonta della squadra che era sotto di 20 punti), i Memphis Grizzlies e gli Houston Rockets. Curry diventa il primo giocatore ad aver realizzato nei Playoffs 6 triple e 6 rubate nella stessa partita (gara 5 contro i Memphis Grizzlies). In gara 6 realizzerà poi il suo career high di 8 triple. In gara 3 delle Western Conference Finals contro gli Houston Rockets stabilisce il nuovo record di triple realizzate in una singola run ai playoff NBA superando il record che apparteneva a Reggie Miller, portandolo a 98. Nelle Finals i Warriors affrontano i Cleveland Cavaliers in una serie in cui, inizialmente, Curry faticherà molto specialmente in gara 2. Sarà in gara 5 che Curry si redime realizzando una prestazione da 37 punti e nella gara successiva conduce alla vittoria i Golden State Warriors che vincono il titolo dopo 40 anni di assenza. Curry chiude le finali con 26 punti e 6,3 assist di media. Questo non gli garantisce però la vittoria del premio di MVP delle Finals che invece viene consegnato al compagno di squadra Andre Iguodala.

##### La storica stagione da MVP unanime, senza tuttavia vincere il titolo NBA (2015-2016)
Stephen Curry inizia la stagione diventando il primo giocatore, dai tempi di Michael Jordan, a realizzare 118 punti nelle prime tre partite, inclusa una prestazione da 53 punti contro i New Orleans Pelicans. Sempre all'inizio della regular season Curry scavalca suo padre Dell con 1.245 triple, posizionandosi al 42º posto nella classifica dei migliori tiratori da tre di tutti i tempi. I Warriors iniziano la stagione con un 24-0 (miglior partenza nella storia della NBA), inclusa una vittoria contro i Los Angeles Clippers in cui la squadra di Oakland inseguiva da meno 23 nel secondo quarto. Contando anche le 4 vittorie della passata regular season, la striscia di vittorie è di ben 28 partite, seconda solo alle 33 dei Los Angeles Lakers 1971-1972. La serie terminerà contro i Milwaukee Bucks. Curry il 28 dicembre gioca, per la prima volta, contro suo fratello Seth Curry, partita in cui realizza la sesta tripla doppia in carriera. Diventa il primo cestista a realizzare, per quattro anni consecutivi, 200 triple in una stagione regolare. Il 3 febbraio realizza 11 triple (di cui sette nel primo quarto) segnando in totale 51 punti (inclusi 36 punti nel primo tempo, altro record della sua carriera) che conducono i Warriors alla vittoria contro i Washington Wizards per 134-121. I suoi 51 punti gli permettono di eguagliare Gilbert Arenas e Michael Jordan per il record al Verizon Center.

Con 48 vittorie e 4 sole sconfitte, i Warriors entrano nell'All-Star break con il miglior record in 52 partite nella storia della NBA, superando i precedenti Chicago Bulls del 1995–96 e Philadelphia 76ers del 1966–67. Curry prende parte per la terza volta consecutiva in carriera all'All-Star Game; inoltre partecipa al Three-Point Contest, ma perde all'ultimo round contro il compagno di squadra Klay Thompson. 

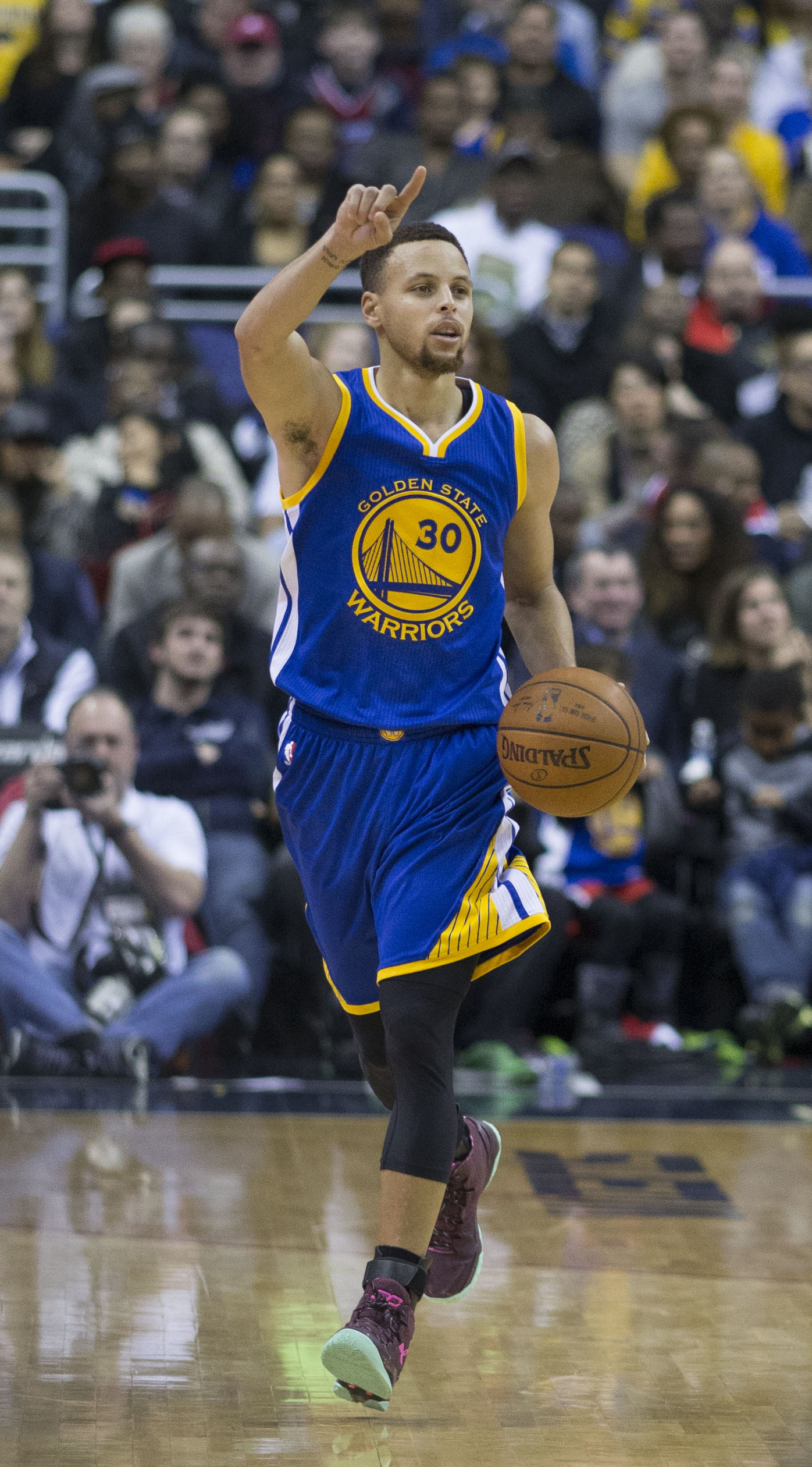
Curry in fase di gioco nel 2016

Il 25 febbraio, Curry realizza 10 triple e 51 punti totali, portando così i Warriors alla vittoria contro gli Orlando Magic per 130-114. In seguito a questa prestazione, Curry diventa il terzo giocatore della storia dell'NBA a realizzare 50 punti per tre o più volte nella stessa stagione dopo LeBron James e Dwyane Wade che raggiunsero questo risultato durante la stagione 2008-2009. Inoltre Curry supera il precedente record di Kyle Korver di partite consecutive con almeno una tripla messa a segno portandolo a 128. Con un solo tiro libero realizzato, Curry stabilisce un record per il minor numero di tiri liberi messi a segno in una partita da 50+ punti. Due giorni dopo, i Warriors sconfiggono gli Oklahoma City Thunder ai tempi supplementari grazie a una tripla di Curry a 0,6 secondi dalla fine; Curry conclude la partita con una prestazione da 46 punti stabilendo il record di triple segnate durante una partita di stagione regolare (12). Inoltre supera il suo precedente record di triple messe a segno in una stagione regolare, portandolo momentaneamente a 288. Il 7 marzo, nella vittoria sugli Orlando Magic, Curry segna 41 punti diventando il primo giocatore nella storia della NBA a realizzare 300 triple in regular season. Nella stessa partita, i Warriors ottengono un nuovo record NBA, ossia quello di 45 vittorie casalinghe consecutive. Il 1º aprile Curry non realizza la tripla per pareggiare la partita contro i Boston Celtics a 5,3 secondi dalla fine. A seguito di ciò i Warriors subiscono la prima sconfitta all'Oracle Arena dal 27 gennaio 2015, bloccando così il record NBA di vittorie consecutive in casa a 54. Il 7 aprile Curry segna 27 punti nella vittoria dei Warriors sui San Antonio Spurs; dopo questo ennesimo successo, i Golden State Warriors diventano ufficialmente la seconda squadra nella storia della NBA a vincere 70 partite in una stagione. Tre giorni dopo, nel rematch contro gli Spurs, Stephen Curry segna 37 punti e conduce la squadra alla vittoria per 92-86, interrompendo l'imbattibilità casalinga di San Antonio che durava da molto tempo. Nella stessa partita Curry raggiunge i 10.000 punti e le 1400 triple in carriera, diventando il giocatore più giovane e veloce della storia a riuscirci. Il 13 aprile 2016, i Golden State Warriors, disputano l'ultimo incontro di stagione regolare contro i Memphis Grizzlies. La partita viene vinta dai Warriors per 125-104; questo risultato permette alla squadra di Oakland di superare il precedente record di vittorie in regular season (pari a 72-10 detenuto dai Chicago Bulls del 1995–96 di Michael Jordan) portandolo così a 73-9. A fine partita Stephen Curry totalizza 46 punti e 10 triple portando il suo record di tiri da tre messi a segno durante la stagione regolare a 402 (primo giocatore nella storia della NBA a superare quota 400 triple).
Alla fine della stagione regolare, Curry diventa il settimo giocatore nella storia della NBA che entra a far parte del club dei 50–40–90 con un 50,4% dal campo, un 45,4% oltre l'arco e il 90,8% al tiro libero. Miglior marcatore della stagione con 30,1 punti a partita, registra la media di punteggio più alta per un giocatore presente nel club del 50-40-90, oltre che risultare il miglior marcatore della stagione (con 2375 punti realizzati). Grazie a tutti questi successi (sia personali che di squadra), Stephen Curry viene nominato MVP per la prima volta nella storia NBA all'unanimità; diventa anche l'undicesimo giocatore della storia a vincere il premio di MVP in stagioni consecutive e la prima guardia a farlo dai tempi di Steve Nash (che riuscì nell'impresa nel 2004-2005 e nel 2005-2006).
Con il miglior record della lega per la seconda stagione consecutiva, i Golden State Warriors raggiungono i playoffs. Al primo turno sfidano gli Houston Rockets di James Harden. Durante la serie Curry subisce due infortuni (in gara 1 e in gara 4) al legamento collaterale mediale. Nonostante l'assenza del loro leader, i Golden State Warriors riescono a superare in scioltezza i Rockets chiudendo la serie 4-1. I Warriors approdano così alle semifinali di conference dove incontrano i Portland Trail Blazers di Damian Lillard. L'infortunio costringe Stephen Curry a saltare le prime tre gare. Riesce a tornare in campo per gara 4, mettendo a referto 40 punti di cui 17 nel solo overtime, prestazione record per un supplementare di qualsiasi partita NBA (stagione regolare e playoff inclusi). Ancora una volta i Warriors chiudono la serie 4-1 raggiungendo così la finale di conference dove sfideranno gli Oklahoma City Thunder di Kevin Durant e Russell Westbrook. Questa volta però la serie risulta essere più complicata del previsto e nelle prime quattro gare i Warriors vanno sotto nella serie per 3-1. Tuttavia la squadra di Oakland riesce a ribaltare la situazione nelle ultime tre gare vincendo la serie 4-3 grazie soprattutto alle impressionanti prestazioni di Stephen Curry (31 punti sia in gara 5 che in gara 6 e 36 punti in gara-7) e del compagno di squadra Klay Thompson (41 punti e 11 triple in gara-6): diventano la terza squadra nella storia delle finali di confecence a ribaltare uno svantaggio di 3-1. I Warriors approdano così alle NBA Finals per il secondo anno consecutivo dove incontrano nuovamente i Cleveland Cavaliers di LeBron James e Kyrie Irving. I Warriors cominciano positivamente la serie sfruttando il fattore campo e vincono le prime due gare disputate all'Oracle Arena portandosi sul 2-0 grazie anche ad una ottima prestazione di Draymond Green in gara-2, autore di 28 punti. La serie a questo punto si trasferisce in Ohio. Gara-3 se l'aggiudicano i Cavaliers con un netto 120-90, ma Stephen Curry si rimette in proprio nella gara successiva con 38 punti a referto; la serie ritorna nella Bay Area sul 3-1 per i Warriors. Gara-5 non viene sfruttata dalla squadra di casa (complice l'assenza di Draymond Green poiché squalificato) e i Cavaliers vincono 97-112 con una prestazione maiuscola di James e Irving (che mettono a referto 41 punti ciascuno). In gara-6 LeBron James riesce nell'impresa di ripetere la stessa prestazione della partita precedente (nuovamente 41 punti a fine partita con 11 assist) garantendo ai Cavaliers di pareggiare la serie sul 3-3 e di decidere tutto in gara-7 all'Oracle Arena. Gara 7 (disputatasi il 19 giugno 2016) risulta essere molto equilibrata; dopo una serie di colpi di scena, la partita raggiunge la parità sull'89-89; a 53 secondi dalla fine dell'ultimo quarto, Kyrie Irving piazza una tripla che porta i Cavaliers in vantaggio sull'89-92. I Warriors non riescono a ricucire lo strappo e ne approfitta LeBron James segnando un 1/2 ai tiri liberi. La partita termina 89-93 per i Cleveland Cavaliers che ribaltano la serie e il pronostico vincendo 4-3 (i Warriors diventano la prima squadra nella storia delle NBA Finals a perdere un vantaggio di 3-1 nella serie): i Cavaliers si laureano campioni NBA per la prima volta nella loro storia. Avendo messo a segno in gara 7 una tripla doppia (27 punti, 11 rimbalzi e 11 assist) LeBron James viene nominato MVP delle Finals. Nonostante la sconfitta Curry supera il record di triple messe a segno alle NBA Finals (precedentemente detenuto da Danny Green con 27 triple) portandolo a 28.

##### L'arrivo di Durant e gli altri due anelli NBA (2016-2018)

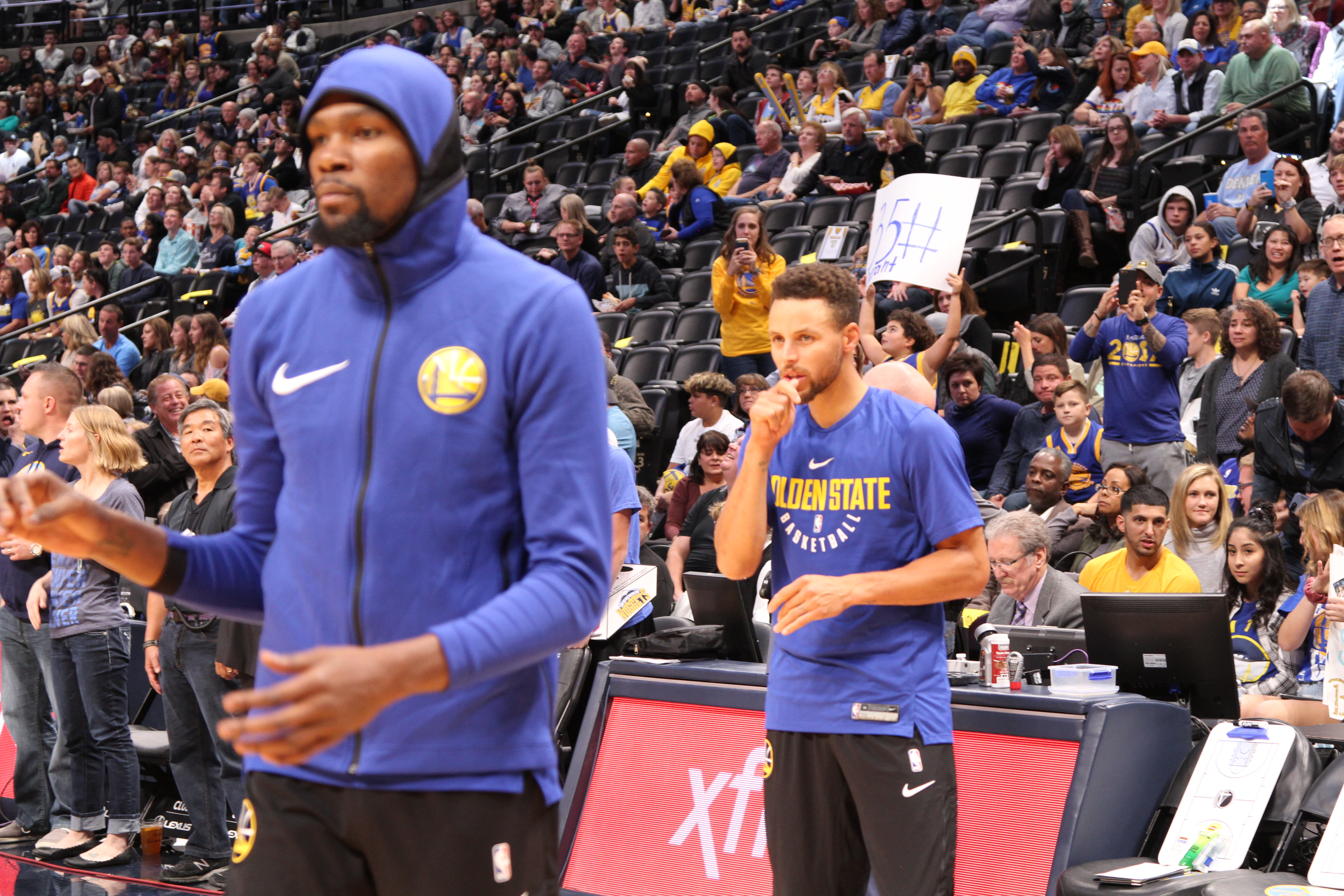
Stephen Curry in riscaldamento con Kevin Durant

Durante l'estate 2016 i Golden State Warriors ingaggiano la superstar degli Oklahoma City Thunder Kevin Durant come free agent.
Il 28 ottobre 2016, all'inizio della regular season 2016-17, Stephen Curry diventa il diciannovesimo giocatore della storia della NBA a raggiungere le 1600 triple in carriera (è anche il giocatore più veloce a riuscirci). Il 4 novembre 2016, nella sconfitta esterna contro i Los Angeles Lakers per 97-117, totalizza uno 0 su 10 dall'arco ponendo fine al record di partite consecutive con almeno una tripla messa a segno (fermandosi a 157). Trova comunque il modo di riscattarsi nella partita successiva, disputata il 7 novembre, in cui non solo aiuta i Warriors a battere i New Orleans Pelicans per 116-106, ma mette anche a referto 13 triple su 17 tentativi (nuovo record NBA). Il 30 dicembre Curry supererà Purvis Short diventando il settimo marcatore della storia dei Golden State Warriors; poco dopo, il 6 gennaio, diventa il settimo giocatore a segnare 12000 punti con la divisa dei Warriors.
Il 19 gennaio riceve la convocazione per il quarto anno consecutivo all'All Star Game; inoltre sempre in gennaio, grazie alle sue prestazioni, viene nominato giocatore del mese insieme al compagno di squadra Kevin Durant.
Il 2 febbraio, nella vittoria esterna dei Golden State Warriors sui Los Angeles Clippers per 133-120, Curry realizza la tripla numero 200 della stagione rendendolo il primo giocatore della storia dell'NBA a raggiungere questo risultato per 5 stagioni consecutive. Il 5 marzo riuscirà a entrare nella top 10 di triple realizzate nella storia dell'NBA. A fine stagione Curry totalizzerà ben 324 triple, diventando il primo della storia a superarne 300 per due stagioni e inoltre supererà le 1900 triple in carriera, portandosi a 1917. I suoi risultati conducono i Warriors ad un record di 67-15, migliore di tutta la lega per il terzo anno consecutivo.
Ai play-off i Golden State Warriors incontrano al primo turno i Portland Trail Blazers di Damian Lillard: i Warriors vincono la serie 4-0 grazie anche a Curry che mette a referto 37 punti in gara 4. Durante il secondo turno, i Warriors incontrano gli Utah Jazz. La serie si rivela una fotocopia del primo turno: 4-0 Golden State e arrivo all'NBA Conference Finals con un record di 8-0 nei playoff. Alle finali di conference i Warriors incontrano i San Antonio Spurs. In gara 1 Curry mette a referto 40 punti, aiutando la propria squadra a recuperare 25 punti di svantaggio e vincere la partita. Anche in questa occasione i Warriors vincono la serie 4-0 dopo l'infortunio subito da Kawhi Leonard, leader degli Spurs. Importante è ricordare che, nella vittoria in Gara 3 per 120 a 108, Curry realizzerà 21 punti diventando il miglior scorer dei GSW nei playoff superando il leggendario Rick Barry.
Curry e i Warriors raggiungono così le NBA Finals per il terzo anno consecutivo contro i Cleveland Cavaliers di LeBron James con un record perfetto di 12-0. Durante gara 2, Curry realizza la prima tripla doppia in carriera registrata alle Finals, trascinando i Warriors alla vittoria per 132-113 e portando la serie sul 2-0. Golden State vince anche gara 3 alimentando il proprio record di vittorie nei playoff, che diventa 15-0. I Warriors perdono gara 4, ma successivamente si aggiudicano gara 5 per 129-120 davanti ai propri tifosi grazie ad una gran prestazione sia di Curry (34 punti) che di Durant (nominato MVP delle Finals). Chiudendo la serie 4-1, Curry porta a casa il suo secondo anello NBA in carriera. Inoltre, avendo segnato almeno una tripla in tutti i 17 incontri dei playoff, alimenta il proprio record (nonché record NBA), portandolo a 75 partite consecutive con almeno una tripla messa a segno.
Il 1º luglio 2017 Curry rinnova con i Warriors a 201 milioni di dollari per 5 anni, diventando il giocatore con l'ingaggio più alto della lega, nonché il primo di sempre a firmare un contratto da 200 milioni.
Il 1º dicembre, ha segnato 23 punti e ha superato Jason Kidd diventando l'ottavo realizzatore da tre punti nella storia dell'NBA. Il 4 dicembre, in una vittoria per 125-115 sui New Orleans Pelicans, Curry realizzò 5 triple per diventare il giocatore NBA più veloce a raggiungere il traguardo dei 2.000 canestri da tre punti in carriera, raggiungendo quel traguardo in sole 597 partite, 227 in meno del precedente giocatore più veloce a raggiungere quel punteggio, Ray Allen. In quella stessa partita Curry si infortunò alla caviglia destra e saltò 11 partite, ritornando il 30 dicembre e segnando 38 punti con un massimo stagionale di 10 da tre punti in una vittoria 141-128 sui Memphis Grizzlies. Curry realizzò 13 canestri dal campo su 17 tiri tentati con 10 triple su 13 in 26 minuti per la sua nona partita da 30 punti della stagione realizzando, inoltre, la sua nona partita in carriera con 10 o più triple, il massimo da qualsiasi giocatore nella storia della NBA.
Il 25 gennaio realizzò 25 punti nella vittoria per 126-113 sui Minnesota Timberwolves diventando il quinto giocatore nella storia dei Warriors a segnare 14.000 punti, terminando la partita con 14.023 e unendosi a Wilt Chamberlain, Rick Barry, Paul Arizin e Chris Mullin nella lista della franchigia. Il 2 marzo, in una vittoria per 114-109 sugli Atlanta Hawks, Curry realizzò il suo 200º canestro da tre punti della stagione, diventando il primo giocatore nella storia della NBA con almeno 200 da tre in sei stagioni, avendo raggiunto il traguardo in ogni stagione dal 2012-13. Quattro giorni dopo, in una vittoria per 114-101 sui Nets, Curry divenne il settimo giocatore nella storia dei Warriors a realizzare 5.000 canestri dal campo in carriera, unendosi a Chamberlain, Barry, Mullin, Arizin, Jeff Mullins e Nate Thurmond.
Il 23 Marzo, contro gli Hawks, Curry ha subito una distorsione del legamento collaterale mediale di grado 2 (MCL) al ginocchio sinistro e, di conseguenza, saltò quasi sei settimane tornando in azione in Gara 2 della serie di playoff del secondo turno dei Warriors contro i Pelicans. Uscendo dalla panchina realizzò 28 punti conducendo i Dubs alla vittoria per 121-116. In gara 3 delle finali della Western Conference Curry realizzò 35 punti con 5 da tre in una vittoria per 126-85 sugli Houston Rockets. La vittoria di 41 punti è stata la più grande nella storia della franchigia durante la postseason. In gara 6 Curry realizzò 29 punti con 5 da tre punti, mentre i Warriors hanno recuperato da un deficit iniziale di 17 punti per evitare l'eliminazione con una vittoria 115-86 sui Rockets. In gara 7 Curry ha registrato 27 punti, 10 assist e 9 rimbalzi permettendo ai Warriors di andare alla quarta finali NBA consecutiva battendo i Rockets 101-92.
Alle finali i GSW incontreranno, per il quarto anno consecutivo, i Cleveland Cavaliers di LeBron James orfani di Kyrie Irving scambiato ai Celtics. In gara due Curry realizerrà 9 triple segnando, complessivamente, 33 punti in una vittoria dei Dubs per 122-103. In gara 4 Curry realizzerà 37 punti, miglior realizzatore dei GSW, aiutando la sua squadra a vincere il loro secondo titolo consecutivo con uno sweep ai danni dei Cavs. L'MVP delle finali è stato assegnato, per il secondo anno consecutivo, a Kevin Durant e questa decisione non venne considerata corretta. Infatti molti pensarono che il premio spettasse al figlio di Dell. Curry risponderà alla questione affermando che:" Alla fine non permetterò al premio di FMVP di descrivere la mia carriera." Dello stesso parere sarà Durant che in un'intervista relativa a questo aspetto risponderà:" Does it matter? Does it?".Rohan Nadkarni di Sports Illustrated affermerà che:" La dinastia dei GSW è nata con Steph Curry. Lui, per vari motivi quali il suo incredibile talento e i suoi infortuni alle caviglie(ricordiamo che grazie ai vari problemi avuti da Steph i Dubs gli offrirono un contratto da 11 milioni annuo che permise poi l'arrivo di KD), ha messo gli Warriors nella situazione ideale per vincere tre titoli in quattro stagioni."

##### Quinta finale NBA consecutiva (2018-2019)
Il 21 ottobre 2018 Curry realizzò 30 punti e 6 triple in una sconfitta per 100-98 contro i Denver Nuggets superando così Paul Pierce per il sesto posto nella lista dei tre punti della carriera NBA. Tre giorni dopo, ha segnato 51 punti con 11 triple in soli tre quarti in una vittoria 144-122 sui Washington Wizards segnando 31 canestri nel primo tempo e ha concluso con la sua sesta partita da 50 punti in carriera e ha fatto 10 o più triple per la decima volta. Il terzo tiro da tre punti di Curry nella notte lo ha portato a superare Jamal Crawford per il quinto posto nella lista della carriera NBA. Nelle prime sette partite della stagione ha realizzato almeno 5 triple in tutte e sette le partite battendo il record di George McCloud di sei partite di fila durante la stagione 1995-96. I Warriors iniziarono la stagione con un record di 10-1. L'8 novembre contro i Milwaukee Bucks Curry lasciò la partita durante il terzo quarto per un infortunio all'inguine e i Warriors non furono in grado di recuperare la partita perdendo per 134-111. Senza Curry i Warriors scesero a 12-7 e, il 21 novembre, subirono la loro prima striscia di quattro sconfitte dal marzo 2013. I Warriors terminarono novembre con un record di 15-8, con l'inguine sinistro di Curry che gli fece saltare 11 partite consecutive.
Nonostante i 27 punti realizzati da Curry nel suo ritorno nella formazione il 1º dicembre i Warriors furono sconfitti 111-102 dai Detroit Pistons. Il 17 dicembre ha segnato 20 punti in una vittoria 110-93 sui Memphis Grizzlies diventando il quinto giocatore nella storia dei Warriors a segnare 15.000 punti durante la stagione regolare unendosi a Wilt Chamberlain, Rick Barry, Paul Arizin e Chris Mullin. Il 23 dicembre ha fatto 42 punti realizzando il layup, con 0,5 secondi rimanenti, per portare i Warriors alla vittoria per 129-127 sui Los Angeles Clippers. L'11 gennaio, in una vittoria per 146-109 sui Chicago Bulls, Curry realizzò 5 triple per superare Jason Terry e passare al terzo posto di tutti i tempi nella storia della NBA dietro Ray Allen e Reggie Miller. Il 16 gennaio ha segnato 41 punti con 9 triple diventando il primo giocatore nella storia della NBA a realizzare otto o più triple in tre partite consecutive. Il 16 marzo contro gli Oklahoma City Thunder Curry raggiunse i 16.000 punti in carriera. Il 2 aprile, in una vittoria per 116-102 sui Nuggets, Curry realizzò 5 o più punti triple in nove partite consecutive e superò Mullin per il quarto posto nella lista dei punti di tutti i tempi dei Warriors. Il 5 aprile ha segnato 40 punti in una vittoria 120-114 sui Cleveland Cavaliers superando così Arizin per il terzo posto nella lista dei punti di tutti i tempi dei Warriors.
L'annata 2018-2019 si concluse, per i GSW, con il miglior piazzamento nella Western Conference, con un complessivo di 57 vittorie e 25 sconfitte, con conseguente approdo ai playoff. Al primo turno i Warriors incontrano i Los Angeles Clippers; in gara 1 Stephen Curry supera Ray Allen per triple segnate nel corso dei playoffs. Realizzerà, inoltre, la sua miglior prestazione per rimbalzi presi in postseason(15). La serie viene vinta dai Warriors 4-2 che raggiungono così le semifinali di conference dove sfidano gli Houston Rockets; anche in questo caso la serie viene vinta dalla squadra di Oakland per 4-2. Da ricordare è la sua prestazione in gara 6 in cui realizzerà 33 punti nonostante arrivò all'intervallo con zero punti realizzati. Le finali di conference risultano una passeggiata per Golden State che si imponsero per 4-0 sui Portland Trail Blazers. In questo caso Curry, in gara uno, pareggerà il suo record di nove triple in una partita di Playoff e finirà la serie con una media punti di 36,5; la più alta nella sua carriera e la media più alta per un giocatore in una serie conclusasi in quattro partite. Curry diventerà inoltre il sesto giocatore nella storia NBA a realizzare 35 punti o più nelle prime quattro gare di una serie aggiungendosi al gruppo composto da: Elgin Baylor, LeBron James(realizzato due volte), Michael Jordan(due volte), Bernard King e Jerry West. In gara quattro lui e Draymond Green diventeranno i primi compagni a realizzare una triple doppia a testa nella stessa gara di playoff. I Warriors raggiunsero così le NBA Finals per il quinto anno consecutivo; quella volta però affrontarono i Toronto Raptors di Kawhi Leonard. Sfortunatamente i Golden State Warriors persero durante la serie due giocatori chiave della squadra: Kevin Durant per rottura del Tendine di Achille rimediata in gara 5 e Klay Thompson per la rottura del crociato rimediata in gara 6. Nonostante le ottime prestazioni del nativo di Akron (Ohio) i Warriors non riuscirono vincere il terzo titolo consecutivo perdendo la serie 4-2

##### Miglior marcatore nella storia dei Golden State Warriors (2019-2021)

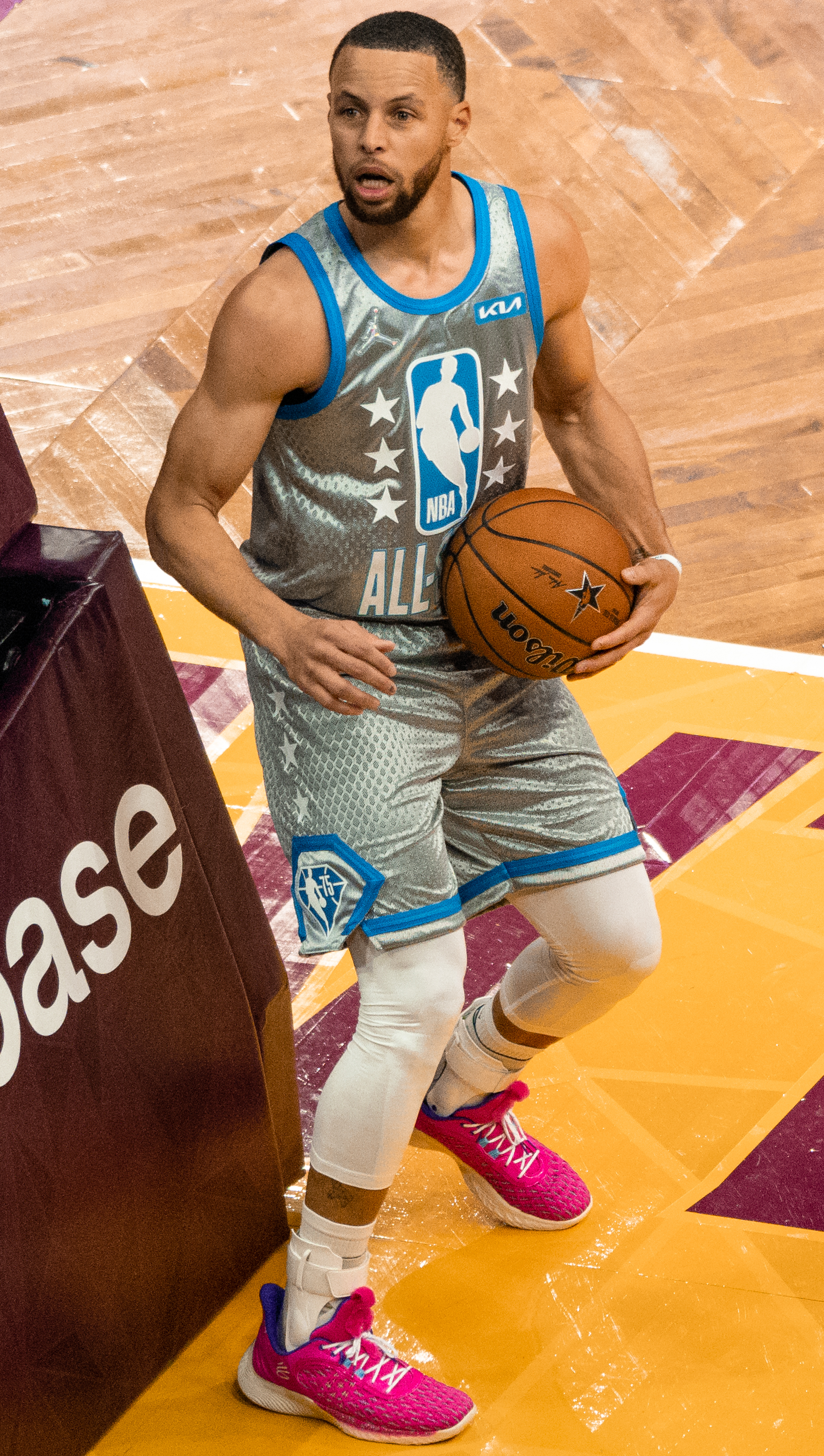
Curry all’All-Star Game del 2022

La stagione successiva (2019-2020) vede i Golden State Warriors orfani di Kevin Durant, accasatosi ai Brooklyn Nets, ma anche di Klay Thompson, il quale è costretto a saltare l'intera stagione per l'infortunio al crociato rimediato in gara 6 delle NBA Finals dell'annata precedente; inoltre l'intero roster della squadra va incontro ad un restyling con la perdita di altri pezzi grossi che finora avevano contribuito alla vittoria di ben tre titoli NBA (in particolare Andre Iguodala e Shaun Livingston). Un'altra novità per i Golden State Warriors è il cambio di sede della società: dopo aver giocato parecchi anni ad Oakland all'Oracle Arena, si trasferiscono a San Francisco per giocare nel nuovo impianto, il Chase Center; la prima partita nella nuova arena viene disputata il 24 ottobre 2019 contro i Los Angeles Clippers: i Warriors perdono per 122-141. Durante la stagione, Stephen Curry gioca solo quattro partite prima di subire la rottura della mano sinistra nella gara del 30 ottobre contro i Phoenix Suns, dopo che Aron Baynes, in uno scontro di gioco, gli cade sulla mano mentre cerca di subire uno sfondamento. Tra l'infortunio e la successiva operazione per aggiustare il secondo metacarpo si è previsto un allontanamento dal parquet fino a marzo 2020. Il rientro slitta e la guardia di Akron viene aggregata ai Santa Cruz Warriors per poter riprendere la forma fisica. Stephen Curry aggiunge così un altro "primato" alla lista di record personali: diventa il giocatore più titolato della storia NBA a prendere parte a un allenamento completo di G-League. Il 5 marzo 2020 Curry torna in campo per partecipare alla partita dei Warriors contro i Toronto Raptors (attuali campioni in carica); Golden State viene sconfitta 113-121 e Curry registra una prestazione da 23 punti, 6 rimbalzi e 7 assist. Poiché non prende parte alle due partite successive, questa rimane la sua ultima apparizione prima che la stagione NBA venisse sospesa a causa della pandemia di COVID-19. La regular season riprende solo durante l'estate e le squadre giocano tutte le restanti partite (playoffs e NBA Finals incluse) nella cosiddetta "Bolla di Orlando", in modo da impedire ulteriori spostamenti negli Stati Uniti evitando così il diffondersi di un eventuale contagio. I Warriors, ormai orfani sia di Klay Thompson sia di Stephen Curry, non riescono a raggiungere i playoffs (dopo sette anni consecutivi) concludento la stagione regolare con il peggior record sia della Western Conference sia di tutta la lega (solo 15 vittorie e 50 sconfitte).
Stephen Curry torna in campo durante la stagione successiva (2020-2021). Il 27 dicembre 2020, Curry ha messo a segno 36 punti in una vittoria 129-128 sui Chicago Bulls. Con questa partita si unì a Ray Allen e Reggie Miller come gli unici giocatori ad aver segnato più di 2.500 punti da tre in carriera nella storia della NBA. Il 3 gennaio 2021, nella vittoria per 137-122 sui Portland Trail Blazers, segna il suo massimo in carriera di 62 punti, con 4 assist e 5 rimbalzi. Il 4 gennaio verrà nominato come Western Conference Player of the Week. Il 24 gennaio 2021, nella partita persa per 127-108 contro gli Utah Jazz, Curry raggiunge quota 2.562 tiri da tre segnati, superando Reggie Miller e attestandosi come secondo miglior tiratore da tre punti nella storia della NBA. Parteciperà all'All Star Game vincendo, per la seconda volta, la gara del tiro da tre punti battendo Mike Conley con l'ultimo tiro portando il risultato sul 28-27 per Steph. Il 15 marzo, contro i Los Angeles Lakers, diventa il miglior assist man dei GSW superando Guy Rodgers.
Il 12 Aprile 2021 segna 53 punti nella vittoria casalinga contro i Denver Nuggets, grazie ai quali diventa il miglior marcatore nella storia dei Golden State Warriors, superando Wilt Chamberlain. Si aggiungono altri primati durante questa stagione. Curry riuscì a realizzare 30 o più punti per undici gare consecutive superando il record del compianto Kobe Bryant(record per i giocatori con 33 o più anni) e, inoltre, in quello span di partite riuscì a realizzare 78 triple, il numero più alto nella storia della NBA per uno span di 11 partite. Tutto ciò ha contribuito ad aumentare la narrativa che vedeva Curry come possibile MVP a fine anno. Venne nominato come Western Conference Player of the Month per il mese di aprile dopo aver mantenuto una media realizzativa di 37,3 punti (il giocatore più vecchio ad avere una media superiore a 35 punti in un mese) con il 51,8% dal campo e realizzando 30 o più punti in 13 delle 15 partite. Divenne il primo giocatore NBA ad avere una media di 35 punti con il 50-40-90 in un mese di calendario. Riuscì inoltre a realizzare 96 triple in un mese, un altro record che permise a Curry di superare quello precedente di James Harden(realizzato nel mese di Novembre del 2019, il record era di 82 triple). In quello span di partite Curry convertì le triple tentate con un 46,6% includendo quattro partite da 10 o più triple. Curry chiude la stagione vincendo per la seconda volta in carriera il premio di miglior marcatore della lega, con 32,0 punti di media, (massima media punti in carriera) secondo solo a Michael Jordan come giocatore più anziano di sempre a riuscirci. Inoltre diventa uno dei quattro giocatori nella storia dell'NBA (insieme a Michael Jordan, Kareem Abdul-Jabbar e Wilt Chamberlain) ad aver vinto almeno due titoli NBA, due MVP della regular season e due Scoring Champ. Nonostante Curry riesca a raggiungere questi traguardi personali, i Golden State Warriors arrivano solo ottavi nella Western Conference (39 vittorie e 33 sconfitte); questo risultato permette loro di partecipare ai play-in per un posto ai playoffs NBA 2021. Ma avendo perso entrambi i match decisivi (contro i Los Angeles Lakers e i Memphis Grizzlies), non approdano ai playoff per il secondo anno consecutivo.

##### Miglior marcatore da tre punti di sempre e il quarto anello (2021-2022)
La stagione di Stephen Curry inizia il 19 ottobre contro i Los Angeles Lakers; Curry chiude la partita con 21 punti, 10 rimbalzi e altrettanti assist registrando la sua ottava tripla doppia in carriera. Il 9 novembre realizza 9 triple concludendo la partita con 50 punti complessivi aggiunti a 10 assist (prestazione realizzata nella vittoria per 127-113 contro gli Atlanta Hawks). Sarà la prima partita, per il nativo di Akron, con 50 punti e 10 assist all'attivo. Il 12 novembre Stephen Curry diventa il miglior realizzatore di triple nella storia dell'NBA (considerate sia la Regular Season che i Playoff) sorpassando Ray Allen. Il 14 dicembre 2021, al Madison Square Garden contro i New York Knicks, supera nuovamente Ray Allen realizzando la sua 2974ª tripla e diventando, di conseguenza, il leader All-time (questa volta considerando solo la stagione regolare). Il 28 dicembre 2021 diventa il primo giocatore nella storia dell'NBA a superare le 3000 triple realizzate in carriera. Il 21 gennaio 2022 Curry segna il suo primo canestro al buzzer-beater che consente ai Warriors di vincere la partita per 105-103 contro gli Houston Rockets. Sempre contro la squadra texana, il 31 gennaio, Curry segna 21 punti nel solo quarto quarto: è il numero massimo di punti realizzati da Curry in un quarto.
Durante l'NBA All-Star Game disputato il 20 febbraio 2022, Curry segna 50 punti stabilendo una serie di record per triple messe a segno: in un quarto (6), in un tempo (8) e nell'intera partita (16); per questo, viene nominato MVP dell'All Star Game. L'11 marzo, a seguito dei 34 punti realizzati contro i Denver Nuggets, diventa il 49º giocatore a raggiungere i 20000 punti nella storia dell'NBA. Il 16 marzo Curry, a seguito di un contatto con Marcus Smart, subirà una distorsione al legamento del piede sinistro che lo terrà fuori per il resto della regular season. I Golden State Warriors chiudono la regular season al terzo posto ad ovest, con un record di 53-29. Al primo turno dei playoff incontrano i Denver Nuggets; Curry non parte come titolare. La squadra di San Francisco vince la serie per 4-1. Alle semifinali di conference fronteggiano i Memphis Grizzlies di Ja Morant. Il 9 maggio, in gara 4, Curry diventa il primo giocatore a realizzare 500 triple nella storia dei Playoff. Nonostante alcune difficoltà, i Golden State Warriors portano a casa la serie vincendo per 4-2. Giunti alle finali di conference, Curry e i suoi incontrano i Dallas Mavericks di Luka Dončić. Grazie a Curry (che mantiene una media di 23,8 punti 6,6 rimbalzi e 7,4 assist) e ad una prestazione corale della squadra, i Warriors vincono la serie in cinque gare (4-1). Curry diventa il primo giocatore della storia dell'NBA ad essere nominato come NBA Western Conference Finals MVP. I Golden State Warriors approdano così alle NBA Finals per la sesta volta negli ultimi otto anni; questa volta sfidano i Boston Celtics di Jayson Tatum. Il 10 giugno, durante gara 4, Curry realizza una prestazione fenomenale da 43 punti, 10 rimbalzi e 4 assist che permette ai Warriors di vincere la partita per 107-97 pareggiando la serie sul 2-2. Diventa il primo giocatore a realizzare 5 o più triple in quattro partite consecutive nelle NBA finals. Curry, a 34 anni e 88 giorni, diviene il secondo giocatore più vecchio, dopo LeBron James, a fornire una prestazione da 40 punti e 10 rimbalzi alle Finals. In gara-5 Curry supera John Havlicek diventando il decimo giocatore per assist All-Time nella storia delle Finals nonostante, per la prima volta dal 2018, non metta a segno neanche un tiro da tre punti in tutta la partita totalizzando uno 0/9 dall'arco, ponendo così fine alle 233 partite (tra playoff e regular season) consecutive con almeno una tripla messa a segno. In gara 6 Curry mette a referto 34 punti con 7 rimbalzi e altrettanti assist permettendo così alla sua squadra di vincere sia la partita per 103-90 che la serie contro i Celtics per 4-2. Mantenendo una media di 31,2 punti, 5,8 rimbalzi, 5,0 assist e 2,0 palle rubate a partita, Stephen Curry viene nominato MVP delle Finals in modo unanime. A fine stagione Curry diventa il settimo giocatore ad aver vinto 4 titoli NBA e 2 MVP della regular season; il decimo giocatore con più di 200 assist registrati alle NBA finals, il primo giocatore con 150 triple realizzate alle Finals, il nono giocatore per palle rubate alle Finals, l'undicesimo giocatore della storia ad essere nominato MVP della regular season, delle finali NBA e dell'All Star Game.

##### Difesa del titolo (2022 - 2023)
Il 7 novembre 2022 Curry realizza una prestazione da 47 punti, 8 rimbalzi e 8 assist con zero palle perse aiutando i GSW a battere i Sacramento Kings 116-113 per uscire da una striscia di 5 sconfitte consecutive. Il 16 novembre realizza una prestazione da 50 punti con 9 rimbalzi e 6 assist nella sconfitta contro i Phoenix Suns; partita che permetterà a Curry di pareggiare il record di Michael Jordan come maggior numero di partite con 50 punti realizzate dopo aver compiuto 30 anni. Il 20 novembre Curry realizza il suo maggior numero di assist stagionale con 15 assistenze assieme a 33 punti (con un 7/14 da tre punti) nella vittoria per 127-120 contro gli Houston Rockets. In quella partita Curry, Klay Thompson e Andrew Wiggins realizzeranno 23 triple combinate e questo sarà il nuovo record come maggior numero di triple realizzate da un terzetto in una partita. Curry (all'età di 34 anni e 251 giorni) è diventato anche il secondo giocatore più anziano nella storia dell'NBA a registrare almeno 30 punti e 15 assist in una partita. Il 10 dicembre, in una rivincita delle finali NBA del 2022, Curry ha registrato 32 punti, sei rimbalzi e sette assist nella vittoria 123-107 sui Boston Celtics.
Il 25 gennaio 2023, in occasione della vittoria per 122-120 contro i Memphis Grizzlies, Curry viene espulso a 1:14 dal termine del quarto quarto per aver lanciato un paradenti in tribuna. È la terza volta in carriera che Curry viene espulso. Il giorno successivo, Curry viene nominato titolare della Western Conference per l'NBA All-Star Game 2023, segnando la sua nona selezione assoluta. Il 30 gennaio Curry ha realizzato 38 punti con 12 su 20 dal campo, 8 rimbalzi e 12 assist nella vittoria 128-120 sugli Oklahoma City Thunder. Ha inoltre superato Wilt Chamberlain (7.216) per il maggior numero di tiri dal campo realizzati nella storia dei Warriors con 7.222. Il 15 marzo Curry ha segnato 50 punti con 8 su 14 da tre punti nella sconfitta 134-126 contro i Los Angeles Clippers. È diventato il primo giocatore nella storia dell'NBA a segnare almeno 10.000 punti in carriera da tre punti. Curry ha anche superato Michael Jordan come maggior numero di partite da oltre 50 punti dopo aver compiuto 30 anni ed è ora a pari merito con Wilt Chamberlain con 7 partite.
Ai playoff Curry e i GSW affrontano i Kings di coach Mike Brown (cestista 1970). La serie termina 4-3 a favore dei Dubs, serie in cui Curry manterrà medie di: 33,7 punti; 4,9 assist e 4,9 rimbalzi. Inoltre in gara 7 Curry ha segnato un career-high di 50 punti nella vittoria per 120-100. Ha anche superato il precedente record di Kevin Durant, 48, per il maggior numero di punti segnati in una gara 7 nella storia dell'NBA. Ha anche pareggiato il record di Karl Malone per il maggior numero di punti in una partita di playoff all'età di 35 anni o più.

### Nazionale

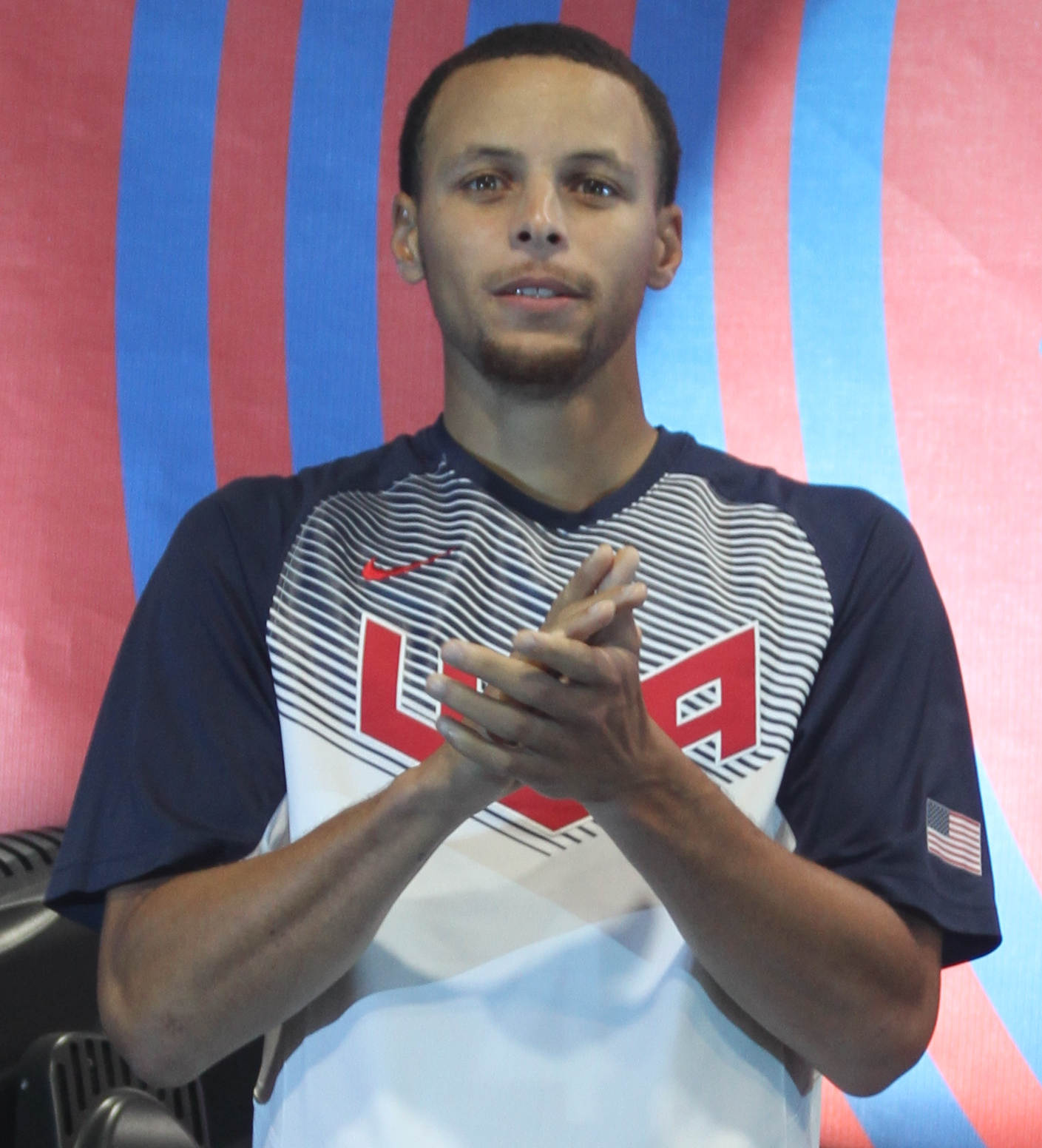
Curry nel 2014

La prima esperienza di Curry con la nazionale degli Stati Uniti è avvenuta al mondiale FIBA Under 19 del 2007, dove ha contribuito a conquistare l'argento. Nel 2010 è stato selezionato con la nazionale maggiore, giocando dei minuti importanti al mondiale FIBA del 2010, dove gli Stati Uniti hanno conquistato l'oro. Nel 2014 ha assunto un ruolo più importante nella squadra, aiutando la squadra a vincere il titolo di campione del mondo al mondiale in Spagna. Ha preferito non prendere parte ai Giochi olimpici del 2016 per poter recuperare da alcuni infortuni al ginocchio e alla caviglia. Nel 2024 fa parte della spedizione olimpica di Parigi per la prima volta in carriera, riuscendo a portare a casa la medaglia d’oro in finale contro la Francia e segnando 36 punti in semifinale contro la Serbia di Nikola Jokic e 24 punti in finale. Chiude la rassegna olimpica risultando essere il miglior marcatore di Team Usa con una media di 14.8 punti a partita.

## Eredità cestistica
Curry è ampiamente considerato il più grande tiratore nella storia della NBA. È considerato come il responsabile della rivoluzione avuta dal gioco del basket in questi anni. Infatti ha ispirato le squadre, dal liceo alla NBA, a utilizzare regolarmente il tiro da tre punti. Gli analisti si sono riferiti a lui come "il Michael Jordan dell'era dei tre punti", affermando che ha fatto per il tiro da tre punti quello che Jordan ha fatto per lo slam dunk. Robert O'Connell del Guardian cita la partita di Curry del 27 febbraio 2013, contro i New York Knicks, in cui ha realizzato 11 dei 13 tiri da dietro l'arco in rotta per una prestazione da 54 punti come l'inizio dell'era dei tre punti. L'era è stata definita "The Steph Effect" o "la rivoluzione dei tre punti della NBA".
Prima di Curry tirare da dietro la linea dei tre punti era un qualcosa di molto raro, un modo occasionale di segnare. I giocatori di catch and shoot esistevano ma il successo di Curry ha ispirato la lega ad abbandonare il gioco fisico intorno al canestro e ad abbracciare un ritmo, uno spazio e uno stile di tiro da tre punti. L'aumento del tiro da tre punti è in parte dovuto alle squadre NBA che iniziarono ad aumentare di molto i loro tentativi per cercare di sconfiggere i Warriors o, comunque, per copiare lo stile di gioco dei Warriors e, soprattutto, per i giovani che hanno iniziato a imitare i tiri di Curry. Anche se questo ha portato i giocatori a diventare buoni tiratori o comunque a migliorare il loro tiro da tre ha inevitabilmente fissato standard irrealistici perché il tiro di Curry è unico. Curry prende regolarmente tiri tra i 30 e i 35 piedi (9,15 e 10,67 metri). Tira con il 54% in questo range mentre l'NBA realizza il 35% delle triple totali realizzate e meno del 22% tra i 30 e i 35 piedi. Riesce ad eseguire i tiri con un ottimo ball-handling, dal palleggio e spesso con un rilascio estremamente rapido, da qualsiasi punto del campo e con uno o più difensori su di lui. Jesse Dougherty del Washington Post ha dichiarato che "gli allenatori devono spiegare che mentre il set di abilità di Curry è qualcosa a cui aspirare bisogna ricordarsi che il suo gioco è costruito sui fondamentali" e che "mentre i Warriors sono diventati il gold standard della NBA e fanno tutte quelle giocate legate ai social media, la radice del loro successo è il movimento della palla".
Kirk Goldsberry di ESPN ha affermato che "una delle chiavi della sua grandezza è il suo range di tiro" e che "Curry non è solo il miglior tiratore da 3 punti di sempre è anche il miglior tiratore da 3 punti dalla lunghissima distanza". Sally Jenkins del Washington Post ha dichiarato che "si muove dietro la linea dei tre punti in un arco sempre più ampio, prendendo i tiri a lunga distanza in modo così pulito che la rete sembra scattare come un bucato fresco in una brezza" e che un punto culminante è la "pura assurdità dei suoi colpi e la velocità con cui sta affondando il più inverosimile di loro". Ha detto che "in un frangente ha tirato con il 67% in un range dai 28 ai 50 piedi". L'allenatore dei Warriors Steve Kerr ha dichiarato che la coordinazione occhio-mano di Curry "è la migliore che abbia mai visto". Jeff Austin di Octagon disse che Curry "ha dovuto sviluppare un'enorme forza nei polsi per tirare e mantenere quella forma da 40 e 50 piedi". Goldsberry ha dichiarato che "nessun giocatore nella storia della NBA ha combinato il suo range, volume ed efficienza da fuori l'arco come Curry" e che "il jumper di Curry è così letale che è diventato il marcatore di volume più efficiente del pianeta". Il suo range ed efficienza hanno spinto gli sviluppatori della serie di videogiochi NBA 2K, in cui Curry è presente, a temere che le sue abilità non potessero essere replicate nel videogame.
La posizione in cui Curry si colloca come uno dei più grandi giocatori NBA è stato più volte oggetto di dibattito. L'ex giocatore NBA Steve Nash, che è anche tra i tiratori più efficienti di tutti i tempi della NBA, ha detto che Curry è "già uno dei più grandi di tutti i tempi" e che la gente mette in dubbio la sua grandezza "perché non domina fisicamente il gioco. Balla. Paga una tassa per questo e per i suoi grandi compagni di squadra avuti". Scottie Pippen, che ha vinto sei titoli NBA con i Chicago Bulls, ha detto che la "volontà di sacrificio" di Curry per Kevin Durant è "una delle grandi storie del NBA" perché Curry ha accolto Durant, che è anche un top player, ai Warriors senza ego. Accreditando a Curry di essere "una delle più grandi guardie che il gioco abbia mai visto", ha detto: "Se hai una mente per il gioco, sai che ci vuole sacrificio per essere grande. Tutti i grandi devono sacrificare qualcosa. Altrimenti non puoi vincere". CBS Sports ha classificato Curry al numero 19 nella loro lista dei "50 più grandi giocatori NBA di tutti i tempi". Sports Illustrated lo ha classificato al numero 3, dietro Durant e LeBron James, nella loro lista "Top 100 NBA Players of 2019". Sports Illustrated ha dichiarato che "Curry e i Warriors sono un grande connubio tra il giocatore e il sistema" e che " l'intero ecosistema si basa sull'idea che un giocatore non ha bisogno di avere costantemente la palla per dominare una partita. Curry ha preso quella nobile idea e l'ha elevata oltre ogni ragionevole aspettativa".
Nel 2020, un servizio di ESPN ha classificato Curry come il 13° più grande giocatore di basket di tutti i tempi, il secondo giocatore attivo più alto della lista. Nick Friedell di ESPN ha dichiarato: "Il più grande tiratore di tutti i tempi. La capacità di Curry di segnare da ogni parte del parquet ha cambiato il modo in cui viene giocato il basket. Ha guidato i Warriors a quattro campionati NBA e ha guadagnato due premi MVP della Regular Season e un premio MVP delle Finals, diventando il primo MVP unanime nella storia della lega nel 2015-16. L'influenza di Curry sul gioco è vista a tutti i livelli del basket e, nel mentre, le generazioni più giovani tirano più che mai mentre cercano di replicare il suo gioco. Nell'ottobre 2021, Curry è stato onorato come uno dei più grandi giocatori della lega di tutti i tempi essendo stato nominato nella squadra nba del 75º anniversario.

## Fuori dal campo

### Vita extra basket
Curry è un grande appassionato di golf. Ha iniziato a giocarci all'età di 10 anni, ha continuato in High School e, attualmente, gioca molto spesso con il suo compagno Andre Iguodala. Curry partecipa molto spesso a tornei di golf per celebrità, ha giocato anche con Barack Obama. Per alcuni Steph ha addirittura il potenziale per essere un professionista anche nel golf. Curry è, inoltre, un tifoso del Chelsea Football Club.

### Immagine pubblica
È uno dei giocatori più famosi e di successo dell'NBA oltre che essere una celebrità mondiale, quasi alla pari di LeBron James. Proprio per questo motivo è stato considerato, come James, un'icona dell'NBA, anche se lo stesso Curry ha più volte ribadito di non avere alcun interesse a "prendere il trono di LeBron" La popolarità di Curry è attestata dal fatto che la sua canotta è stata la più venduta nel 2015-2016 e 2016-2017.
Curry è considerato, da ESPN, come uno degli atleti internazionali più famosi mentre Forbes lo ha messo come una delle celebrità più pagate. Il motivo del suo successo, secondo Kirk Goldsberry, si può ritrovare nel fatto che è un giocatore che non si discosta troppo dalla persona fisicamente nella media: non sa schiacciare e tira, come tutti possono fare. Anche Owen Davis, di Sky Sports, condivide la stessa idea.

### Operazioni benefiche
Nel 2012 Curry ha donato tre reti trattate con insetticidi, per ogni canestro da tre realizzato, alla United Nations Foundation's per la campagna nothing but nets, campagna proposta per combattere la malaria. Iniziò ad interessarsi della causa al college per poi, nel 2015, rilasciare un discorso di cinque minuti alla Casa Bianca nell'ambito del lancio da parte del presidente Barack Obama della sua strategia presidenziale della "President's Malaria Initiative" per il periodo 2015-2020.
Nel 2015 Curry indossò delle scarpe con sopra il nome di "Deah Shaddy Barakat"; fu una delle vittime della sparatoria di Chapel Hill (Carolina del Nord). Questo perché, secondo la sorella del defunto(Suzanne), Deah Barakat era un grandissimo amante della pallacanestro e di Stephen Curry. Le scarpe indossate poi sono state donate da Steph alla famiglia di Deah. Sempre nel 2015, dopo aver vinto il trofeo di MVP della regular season, Curry ottenne anche un secondo premio: una Kia Sorento del 2016 che decise di donare alla East Oakland Youth Development Center, una organizzazione no-profit californiana. Organizzazione localizzata proprio a Oakland.
Nel dicembre del 2018, in un podcast, Curry si domandò se il Programma Apollo, e il conseguente atterraggio lunare, fossero eventi realmente avvenuti. Questa sua uscita ricevette grande attenzione da parte dei media, tanto che la stessa NASA offri a Curry un tour al Lyndon B. Johnson Space Center per discutere della materia in questione assieme al cestista. Curry affermerà che la sua uscita era semplicemente uno scherzo e, insieme a Under Armour, creerà delle scarpe dedicate a ciò. Le stesse dopo essere state indossate verranno firmate e vendute da Stephen Curry su eBay per 58100 dollari. I soldi sono stati successivamente donati per una iniziativa sull'educazione delle materie STEM.
Nel luglio del 2019 Curry, insieme a sua moglie, lanceranno la "Eat. Learn. Play. Foundation" a Oakland. Lo scopo della fondazione è quello di lottare contro la fame nel mondo, incrementare l'accesso a educazione di livello e provvedere a spazi sicuri per i bambini locali.

### Società di produzione
Nell'aprile del 2018 la Sony Pictures Entertainment ha annunciato un accordo multimediale pluriennale ad ampio raggio con la neonata società di produzione di Curry: la Unanimous Media (dal nome di Curry che è diventato il primo giocatore NBA nella storia ad essere eletto MVP della lega con un voto unanime), situato nel lotto dello studio Sony Pictures a Culver City. L'accordo cinematografico e televisivo include elettronica, giochi e realtà virtuale e si concentra sulla fede e sui contenuti per famiglie. Nell'ottobre del 2018 Curry è stato nominato come Produttore esecutivo del film Breakthrough, rilasciato ad aprile 2019. Ricoprirà lo stesso ruolo per il film Emanuel; film è incentrato sulla sparatoria nella chiesa di Charleston. Curry ha avuto anche un cameo in cui dirà:"In the face of adversity, in the face of tragedy, how can I get through it?"
A partire dal 2019, Curry è sia produttore esecutivo che professionista di golf presente nella serie televisiva americana Holey Moley. Il 24 giugno 2020, Curry ha pubblicato un trailer per il suo nuovo spettacolo sul suo canale YouTube, che si chiama Ultimate Home Championships, uno spettacolo con persone del calibro di DeAndre Jordan, Ronda Rousey e Kristopher London in cui i concorrenti competono in stravaganti sfide nella propria abitazione usando oggetti casalinghi. Nel 2020, la società ha firmato un accordo con Audible di Amazon. Curry è il produttore esecutivo di un revival animato della sitcom del 1970 Good Times con il suo produttore esecutivo originale, Norman Lear, e il creatore di Family Guy Seth MacFarlane. La serie animata è stata approvata da Netflix nel 2020. Nel 2021, Curry firma un accordo con NBCUniversal.

## Statistiche
| † | Denota una stagione in cui ha vinto il titolo |
| * | Primo nella lega                              |
| * | Record                                        |

### NCAA
| Anno      | Squadra           | PG  | PT  | MP   | TC%  | 3P%  | TL%  | RP  | AP  | PRP | SP  | PP   |
| --------- | ----------------- | --- | --- | ---- | ---- | ---- | ---- | --- | --- | --- | --- | ---- |
| 2006-2007 | Davidson Wildcats | 34  | 33  | 30,9 | 46,3 | 40,8 | 85,5 | 4,6 | 2,8 | 1,8 | 0,2 | 21,5 |
| 2007-2008 | Davidson Wildcats | 36  | 36  | 33,1 | 48,3 | 43,9 | 89,4 | 4,6 | 2,9 | 2,0 | 0,4 | 25,9 |
| 2008-2009 | Davidson Wildcats | 34  | 33  | 33,7 | 45,5 | 38,7 | 87,6 | 4,4 | 5,6 | 2,5 | 0,2 | 28,7 |
| Carriera  | Carriera          | 104 | 102 | 32,6 | 46,7 | 41,2 | 87,6 | 4,5 | 3,7 | 2,1 | 0,3 | 25,3 |

#### Massimi in carriera
- Massimo di punti: 62[237]
- Massimo di rimbalzi: 11 vs Tennessee-Chattanooga (18 dicembre 2006)
- Massimo di assist: 13 vs Winthrop (21 novembre 2008)
- Massimo di palle rubate: 9 vs Guilford (14 novembre 2008)
- Massimo di stoppate: 3 vs Emory (9 novembre 2007)
- Massimo di minuti giocati: 40 (6 volte)

### NBA

#### Regular Season
| Anno       | Squadra       | PG   | PT   | MP   | TC%  | 3P%  | TL%   | RP  | AP  | PRP  | SP  | PP    |
| ---------- | ------------- | ---- | ---- | ---- | ---- | ---- | ----- | --- | --- | ---- | --- | ----- |
| 2009-2010  | G.S. Warriors | 80   | 77   | 36,2 | 46,2 | 43,7 | 88,5  | 4,5 | 5,9 | 1,9  | 0,2 | 17,5  |
| 2010-2011  | G.S. Warriors | 74   | 74   | 33,6 | 48,0 | 44,2 | 93,4* | 3,9 | 5,8 | 1,5  | 0,3 | 18,6  |
| 2011-2012  | G.S. Warriors | 26   | 23   | 28,2 | 49,0 | 45,5 | 80,9  | 3,4 | 5,3 | 1,5  | 0,3 | 14,7  |
| 2012-2013  | G.S. Warriors | 78   | 78   | 38,2 | 45,1 | 45,3 | 90,0  | 4,0 | 6,9 | 1,6  | 0,2 | 22,9  |
| 2013-2014  | G.S. Warriors | 78   | 78   | 36,5 | 47,1 | 42,4 | 88,5  | 4,3 | 8,5 | 1,6  | 0,2 | 24,0  |
| 2014-2015† | G.S. Warriors | 80   | 80   | 32,7 | 48,7 | 44,3 | 91,4* | 4,3 | 7,7 | 2,0  | 0,2 | 23,8  |
| 2015-2016  | G.S. Warriors | 79   | 79   | 34,2 | 50,4 | 45,4 | 90,8* | 5,4 | 6,7 | 2,1* | 0,2 | 30,1* |
| 2016-2017† | G.S. Warriors | 79   | 79   | 33,4 | 46,8 | 41,1 | 89,8  | 4,5 | 6,6 | 1,8  | 0,2 | 25,3  |
| 2017-2018† | G.S. Warriors | 51   | 51   | 32,0 | 49,5 | 42,3 | 92,1* | 5,1 | 6,1 | 1,6  | 0,2 | 26,4  |
| 2018-2019  | G.S. Warriors | 69   | 69   | 33,8 | 47,2 | 43,7 | 91,6  | 5,3 | 5,2 | 1,3  | 0,4 | 27,3  |
| 2019-2020  | G.S. Warriors | 5    | 5    | 27,8 | 40,2 | 24,5 | 100   | 5,2 | 6,6 | 1,0  | 0,4 | 20,8  |
| 2020-2021  | G.S. Warriors | 63   | 63   | 34,2 | 48,2 | 42,1 | 91,6  | 5,5 | 5,8 | 1,2  | 0,1 | 32,0* |
| 2021-2022† | G.S. Warriors | 64   | 64   | 34,5 | 43,7 | 38,0 | 92,3  | 5,2 | 6,3 | 1,3  | 0,4 | 25,5  |
| 2022-2023  | G.S. Warriors | 56   | 56   | 34,7 | 49,3 | 42,7 | 91,5  | 6,1 | 6,3 | 0,9  | 0,4 | 29,4  |
| 2023-2024  | G.S. Warriors | 74   | 74   | 32,7 | 45,0 | 40,8 | 92,3  | 4,5 | 5,1 | 0,7  | 0,4 | 26,4  |
| 2024-2025  | G.S. Warriors | 70   | 70   | 32,2 | 44,8 | 39,7 | 93,3* | 4,4 | 6,0 | 1,1  | 0,4 | 24,5  |
| Carriera   | Carriera      | 1026 | 1020 | 34,2 | 47,2 | 42,5 | 91,0* | 4,7 | 6,4 | 1,5  | 0,2 | 24,7  |
| All-Star   | All-Star      | 10   | 9    | 25,0 | 42,4 | 39,3 | 100   | 5,5 | 5,1 | 1,3  | 0,3 | 19,6  |

#### Play-off
| Anno     | Squadra       | PG  | PT  | MP   | TC%  | 3P%  | TL%  | RP  | AP  | PRP | SP  | PP   |
| -------- | ------------- | --- | --- | ---- | ---- | ---- | ---- | --- | --- | --- | --- | ---- |
| 2013     | G.S. Warriors | 12  | 12  | 41,4 | 43,4 | 39,6 | 92,1 | 3,8 | 8,1 | 1,7 | 0,2 | 23,4 |
| 2014     | G.S. Warriors | 7   | 7   | 42,3 | 44,0 | 38,6 | 88,1 | 3,6 | 8,4 | 1,7 | 0,1 | 23,0 |
| 2015†    | G.S. Warriors | 21* | 21  | 39,3 | 45,6 | 42,2 | 83,5 | 5,0 | 6,4 | 1,9 | 0,1 | 28,3 |
| 2016     | G.S. Warriors | 18  | 17  | 34,3 | 43,8 | 40,4 | 91,6 | 5,5 | 5,2 | 1,4 | 0,3 | 25,1 |
| 2017†    | G.S. Warriors | 17  | 17  | 35,3 | 48,4 | 41,9 | 90,4 | 6,2 | 6,7 | 2,0 | 0,2 | 28,1 |
| 2018†    | G.S. Warriors | 15  | 14  | 37,0 | 45,1 | 39,5 | 95,7 | 6,1 | 5,4 | 1,7 | 0,7 | 25,5 |
| 2019     | G.S. Warriors | 22  | 22  | 38,5 | 44,1 | 37,7 | 94,3 | 6,0 | 5,7 | 1,1 | 0,2 | 28,2 |
| 2022†    | G.S. Warriors | 21  | 17  | 34,5 | 45,3 | 39,0 | 82,9 | 5,1 | 5,8 | 1,3 | 0,3 | 27,0 |
| 2023     | G.S. Warriors | 13  | 13  | 37,9 | 46,6 | 36,3 | 84,5 | 5,2 | 6,1 | 1,0 | 0,5 | 30,5 |
| 2025     | G.S. Warriors | 8   | 8   | 35,1 | 47,7 | 40,0 | 89,3 | 5,3 | 5,1 | 1,0 | 0,8 | 22,6 |
| Carriera | Carriera      | 155 | 149 | 37,2 | 45,4 | 39,7 | 88,9 | 5,3 | 6,1 | 1,5 | 0,3 | 26,8 |

#### Massimi in carriera
- Massimo di punti: 62 vs Portland Trail Blazers (3 gennaio 2021)[238]
- Massimo di rimbalzi: 15 vs Los Angeles Clippers (13 Aprile 2019)
- Massimo di assist: 16 (2 volte)
- Massimo di palle rubate: 7 (2 volte)
- Massimo di stoppate: 3 (3 volte)
- Massimo di triple: 13 vs New Orleans Pelicans (7 novembre 2016)[6][7]
- Massimo di minuti giocati: 58 vs San Antonio Spurs (6 maggio 2013)

### Cronologia presenze e punti in Nazionale
| Cronologia completa delle presenze e dei punti in Nazionale - Stati Uniti | Cronologia completa delle presenze e dei punti in Nazionale - Stati Uniti | Cronologia completa delle presenze e dei punti in Nazionale - Stati Uniti | Cronologia completa delle presenze e dei punti in Nazionale - Stati Uniti | Cronologia completa delle presenze e dei punti in Nazionale - Stati Uniti | Cronologia completa delle presenze e dei punti in Nazionale - Stati Uniti | Cronologia completa delle presenze e dei punti in Nazionale - Stati Uniti | Cronologia completa delle presenze e dei punti in Nazionale - Stati Uniti |
| Data                                                                      | Città                                                                     | In casa                                                                   | Risultato                                                                 | Ospiti                                                                    | Competizione                                                              | Punti                                                                     | Note                                                                      |
| ------------------------------------------------------------------------- | ------------------------------------------------------------------------- | ------------------------------------------------------------------------- | ------------------------------------------------------------------------- | ------------------------------------------------------------------------- | ------------------------------------------------------------------------- | ------------------------------------------------------------------------- | ------------------------------------------------------------------------- |
| 22-8-2010                                                                 | Madrid                                                                    | Spagna                                                                    | 85 - 86                                                                   | Stati Uniti                                                               | Amichevole                                                                | 7                                                                         | [ 239 ]                                                                   |
| 28-8-2010                                                                 | Istanbul                                                                  | Stati Uniti                                                               | 106 - 78                                                                  | Croazia                                                                   | Mondiali 2010 - 1º turno                                                  | 4                                                                         | [ 240 ]                                                                   |
| 29-8-2010                                                                 | Istanbul                                                                  | Slovenia                                                                  | 77 - 99                                                                   | Stati Uniti                                                               | Mondiali 2010 - 1º turno                                                  | 3                                                                         | [ 241 ]                                                                   |
| 1-9-2010                                                                  | Istanbul                                                                  | Stati Uniti                                                               | 88 - 51                                                                   | Iran                                                                      | Mondiali 2010 - 1º turno                                                  | 4                                                                         | [ 242 ]                                                                   |
| 2-9-2010                                                                  | Istanbul                                                                  | Tunisia                                                                   | 57 - 92                                                                   | Stati Uniti                                                               | Mondiali 2010 - 1º turno                                                  | 13                                                                        | [ 243 ]                                                                   |
| 6-9-2010                                                                  | Istanbul                                                                  | Stati Uniti                                                               | 106 - 78                                                                  | Angola                                                                    | Mondiali 2010 - Ottavi di finale                                          | 5                                                                         | [ 244 ]                                                                   |
| 9-9-2010                                                                  | Istanbul                                                                  | Stati Uniti                                                               | 89 - 79                                                                   | Russia                                                                    | Mondiali 2010 - Quarti di finale                                          | 2                                                                         | [ 245 ]                                                                   |
| 11-9-2010                                                                 | Istanbul                                                                  | Stati Uniti                                                               | 89 - 74                                                                   | Lituania                                                                  | Mondiali 2010 - Semifinale                                                | 3                                                                         | [ 246 ]                                                                   |
| 12-9-2010                                                                 | Istanbul                                                                  | Turchia                                                                   | 64 - 81                                                                   | Stati Uniti                                                               | Mondiali 2010 - Finale                                                    | 3                                                                         | [ 247 ]                                                                   |
| 16-8-2014                                                                 | Chicago                                                                   | Stati Uniti                                                               | 95 - 78                                                                   | Brasile                                                                   | Amichevole                                                                | 9                                                                         | [ 248 ]                                                                   |
| 20-8-2014                                                                 | New York                                                                  | Stati Uniti                                                               | 105 - 62                                                                  | Rep. Dominicana                                                           | Amichevole                                                                | 8                                                                         | [ 249 ]                                                                   |
| 22-8-2014                                                                 | New York                                                                  | Stati Uniti                                                               | 105 - 62                                                                  | Porto Rico                                                                | Amichevole                                                                | 20                                                                        | [ 250 ]                                                                   |
| 26-8-2014                                                                 | Las Palmas                                                                | Slovenia                                                                  | 71 - 101                                                                  | Stati Uniti                                                               | Amichevole                                                                | 10                                                                        | [ 251 ]                                                                   |
| 30-8-2014                                                                 | Barakaldo                                                                 | Stati Uniti                                                               | 114 - 55                                                                  | Finlandia                                                                 | Mondiali 2014 - 1º turno                                                  | 4                                                                         | [ 252 ]                                                                   |
| 31-8-2014                                                                 | Barakaldo                                                                 | Turchia                                                                   | 77 - 98                                                                   | Stati Uniti                                                               | Mondiali 2014 - 1º turno                                                  | 9                                                                         | [ 253 ]                                                                   |
| 2-9-2014                                                                  | Barakaldo                                                                 | Stati Uniti                                                               | 98 - 71                                                                   | Nuova Zelanda                                                             | Mondiali 2014 - 1º turno                                                  | 12                                                                        | [ 254 ]                                                                   |
| 3-9-2014                                                                  | Barakaldo                                                                 | Stati Uniti                                                               | 106 - 71                                                                  | Rep. Dominicana                                                           | Mondiali 2014 - 1º turno                                                  | 8                                                                         | [ 255 ]                                                                   |
| 4-9-2014                                                                  | Barakaldo                                                                 | Ucraina                                                                   | 71 - 95                                                                   | Stati Uniti                                                               | Mondiali 2014 - 1º turno                                                  | 14                                                                        | [ 256 ]                                                                   |
| 6-9-2014                                                                  | Barcellona                                                                | Stati Uniti                                                               | 86 - 63                                                                   | Messico                                                                   | Mondiali 2014 - Ottavi di finale                                          | 20                                                                        | [ 257 ]                                                                   |
| 9-9-2014                                                                  | Barcellona                                                                | Slovenia                                                                  | 76 - 119                                                                  | Stati Uniti                                                               | Mondiali 2014 - Quarti di finale                                          | 6                                                                         | [ 258 ]                                                                   |
| 11-9-2014                                                                 | Barcellona                                                                | Stati Uniti                                                               | 96 - 68                                                                   | Lituania                                                                  | Mondiali 2014 - Semifinale                                                | 13                                                                        | [ 259 ]                                                                   |
| 14-9-2014                                                                 | Madrid                                                                    | Stati Uniti                                                               | 129 - 92                                                                  | Serbia                                                                    | Mondiali 2014 - Finale                                                    | 10                                                                        | [ 260 ]                                                                   |
| Totale                                                                    |                                                                           | Presenze                                                                  | 22                                                                        |                                                                           | Punti                                                                     | 187                                                                       |                                                                           |

## Record

### Record NBA
Record NBA per triple segnate (4000)
- Record NBA per triple segnate in regular season (3700+)
- Record NBA di triple segnate in una stagione (402)[6][7]
- Record NBA per triple segnate in un'edizione dei playoff (98)
- Record NBA per partite consecutive con almeno una tripla messa a segno (233)[6][7]
- Record NBA per partite consecutive con almeno una tripla messa a segno nei playoff (75)
- Record NBA per triple segnate nella storia dei playoff (610)
- Record NBA per triple segnate nella storia delle finali (121)
- Record NBA per punti segnati in un overtime: 17 vs Portland Trail Blazers (9 maggio 2016)
- Record NBA per triple segnate in una finale: 9 vs Cleveland Cavaliers (3 giugno 2018)
- Record NBA per triple segnate in un quarto di una finale: 6 vs Boston Celtics (2 giugno 2022)
- Record NBA per partite in carriera con almeno 4 triple segnate (349)
- Record NBA per partite in carriera con almeno 5 triple segnate (254)
- Record NBA per partite in carriera con almeno 6 triple segnate (147)
- Record NBA per partite in carriera con almeno 7 triple segnate (88)
- Record NBA per partite in carriera con almeno 8 triple segnate (58)
- Record NBA per partite in carriera con almeno 9 triple segnate (38)
- Record NBA per partite in carriera con almeno 10 triple segnate (22)
- Record NBA per partite in carriera con almeno 11 triple segnate (11)
- Record NBA per partite in carriera con almeno 12 triple segnate (4)
- Record NBA per partite consecutive con almeno 5 triple segnate (6)
- Record NBA per partite consecutive con almeno 30 punti per un giocatore di 33 o più anni (11)
- Record NBA per triple segnate in 10 partite consecutive (72)
- Record NBA per triple segnate in un mese (96)
- Unico giocatore nella storia a realizzare tre partite da almeno 50 punti in una singola stagione superati i 32 anni
- Unico giocatore nella storia a raggiungere le 4000 triple in carriera
- Record NBA per triple di media segnate a partita in una stagione (5.3)
- Giocatore più anziano della storia a realizzare 50+ punti e 10+ assist in una partita
- Giocatore più veloce della storia a realizzare 100+ triple in una stagione
- Record NBA per triple segnate in un anno solare (495)
- Ventisettesimo miglior marcatore di sempre sommando ABA e NBA
- Ventiquattresimo miglior marcatore di sempre NBA
- Ventinovesimo per numero di assist di sempre NBA
- Quarantatreesimo miglior giocatore per palle rubate di sempre NBA

### Record nei Golden State Warriors
- Record di franchigia per punti segnati
- Record di franchigia per triple segnate
- Record di franchigia per assist
- Record di franchigia per palle rubate
- Record di franchigia per presenze
- Record per punti segnati in gara 7 nei playoffs

### Record All-Star
- Maggior numero di punti segnati all'NBA Three-point Shootout: 31
- Maggior numero di triple segnate all’NBA All Star Game: 16

## Palmarès

### College
- 2× Southern Conference Men's Basketball Player of the Year
- Consensus first-team All-American (2009)
- Consensus second-team All-American (2008)
- 3× First-team All-SoCon (2007–2009)
- 2× Southern Conference Tournament Most Outstanding Player (2007, 2008)
- 3× Southern Conference first-team All-Tournament (2007–2009)
- Southern Conference Freshman of the Year (2007)
- Southern Conference All-Freshmen Team (2007)

### Record NCAA
- NCAA Division I scoring leader (2009)
- Più triple realizzate in una singola stagione(162, 2007-2008)

### Record al Davidson College
- All-time leading scorer in history (2635)[261]
- All-time leader in 3-point field-goals made (414)[261]
- All-time leader in 30-point games (30)[261]
- All-time leader in 40-point games (6)[261]
- Single-season points (974, 2008–09)[261]
- Single-season steals (86, 2008–09)[261]
- Single-season freshman points (730, 2006–07)[261]

### NBA
- Campionato NBA: 4

Golden State Warriors: 2015, 2017, 2018, 2022
- MVP della regular season: 2

2015, 2016
- NBA Western Conference Finals MVP: 1

2022
- MVP delle Finals: 1

2022
- MVP dell'All-Star Game: 2

2022, 2025
- NBA Clutch Player of the Year Award : 1

2023-2024
- NBA Sportsmanship Award (2011)
- NBA Skills Challenge (2011)
- Three Point Contest: 2

2015, 2021
- Convocazioni all'All-Star Game: 11

2014, 2015, 2016, 2017, 2018, 2019, 2021, 2022, 2023, 2024, 2025
- NBA All-Rookie First Team (2010)
- All-NBA Team: 11

First Team: 2015, 2016, 2019, 2021
Second Team: 2014, 2017, 2022, 2023, 2025
Third Team: 2018, 2024
- 5 volte miglior tiratore di liberi NBA (2011, 2015, 2016, 2018, 2025)
- 8 volte maggior numero di tiri da 3 punti realizzati in stagione NBA (record)
- Atleta dell'anno dell'Associated Press (2015)
- Migliore nelle palle rubate: 1 (2016)
- Miglior marcatore della stagione: 2 (2016, 2021)
- Inserito nel NBA 75th Anniversary Team
- J. Walter Kennedy Citizenship Award (2023)
- NBA Kareem Abdul-Jabbar Social Justice Champion Award (2023)
- Magic Johnson Award: 2 (2016,2024)
- Miglior Compagno di Squadra (2025)

### Nazionale
- Mondiali: 2

Turchia 2010, Spagna 2014
- Oro olimpico: 1

Parigi 2024
- FIBA Men's Olympics All-Star Five Parigi 2024

## Stipendio
| Stagione  | Squadra       | Stipendio    |
| --------- | ------------- | ------------ |
| 2009-10   | G.S. Warriors | 2,910,560 $  |
| 2010-11   | G.S. Warriors | 2,913,840 $  |
| 2011-12   | G.S. Warriors | 3,117,120 $  |
| 2012-13   | G.S. Warriors | 3,958,742 $  |
| 2013-14   | G.S. Warriors | 9,887,642 $  |
| 2014-15 † | G.S. Warriors | 10,629,213 $ |
| 2015-16   | G.S. Warriors | 11,370,786 $ |
| 2016-17 † | G.S. Warriors | 12,112,359 $ |
| 2017-18 † | G.S. Warriors | 34,682,550 $ |
| 2018-19   | G.S. Warriors | 37,457,154 $ |
| 2019-20   | G.S. Warriors | 40,231,758 $ |
| 2020-21   | G.S. Warriors | 43,006,362 $ |
| 2021-22 † | G.S. Warriors | 45,780,966 $ |
| 2022-23   | G.S. Warriors | 48,070,014 $ |